# 오온
5온(五蘊, 팔리어: pañca khandha, 산스크리트어: pañca-skandha)은 불교에서 생멸 · 변화하는 모든 것, 즉 모든 유위법(有爲法)을 구성하고 있다고 보는 색(色) · 수(受) · 상(想) · 행(行) · 식(識)의 다섯 요소를 말한다. 이들을 각각 색온(色蘊: 육체, 물질) · 수온(受蘊: 지각, 느낌) · 상온(想蘊: 표상, 생각) · 행온(行蘊: 욕구, 의지) · 식온(識蘊: 마음, 의식)이라고도 부른다. 5온을 5음(五陰), 5중(五衆) 또는 5취(五聚)라고도 한다.
5온설(五蘊說)은 원래는 인간 개인의 존재가 이들 5가지 유위법(有爲法) 요소의 집합으로 지탱되고 형성되고 있다는 견해로, 5온설을 사유 또는 명상하는 것은 개인 존재(나, 我)는 이 5가지 집합적 요소로 분해되고, "나[我]"라고 말할 때 그것은 결국 이들 5가지 집합적 요소들 중의 하나 혹은 다수를 가리켜 하는 말이며, 이들 5가지 집합적 요소들 밖에 나[我]라고 부를 수 있는 것은 아무데도 존재하지 않는다는 무아(無我)의 이치를 깨우쳐 자아에 대한 잘못된 견해를 극복하기 위한 것이다.
5온은 유루와 무루에 모두 통하는데, 유루에 통한 5온을 5취온(五取蘊) 또는 5수음(五受陰) 또는 순대고취(純大苦聚: 순전한 괴로움뿐인 큰 무더기, 순수하게 큰 괴로움의 무더기)라 한다. 무루에 통한 5온을 5무루온(五無漏蘊)이라고 한다. 5무루온, 즉 무루에 통한 5온은 유위 무루이며 이것은 곧 4성제 중의 도제(道諦), 즉 '열반(깨달음)에 이르는 길'이다. 《잡아함경》 제2권 제58경 〈음근경(陰根經)〉의 고타마 붓다의 가르침에 따르면, 5온으로 하여금 5취온이 되게 하는 근본 요인은 욕탐(欲貪)이다. 고타마 붓다는 "5온에 욕탐(欲貪)이 있으면 5온이 곧 5취온이 된다[能於彼有欲貪者 是五受陰]"고 말하고 있다.
부파불교와 상좌부불교 전통에서는 고(苦, 괴로움)는 마음(6식, 즉 심왕, 즉 심법)이 5온의 개별 또는 다수에 집착 또는 갈망하기 때문에, 달리 말하면, 5온의 개별 또는 다수를 나[我]라고 여기기 때문에 발생한다고 본다. 그리고 5온에 대한 집착 또는 갈망을 끊음에 의해 고(苦, 괴로움)가 소멸된다고 말한다. (참고: 4성제, 62견)
대승불교 전통에서도 부파불교나 상좌부불교 전통과 마찬가지로 개별 자아로서의 5온에 대한 집착 또는 갈망, 즉 마음(8식, 즉 심왕, 즉 심법)이 5온의 개별 또는 다수를 나[我]라고 여기는 것, 즉 제7 말나식이 제8 아뢰야식을 나[我]라고 여기는 것, 즉 아집(我執)이 고(苦, 괴로움)의 원인이라고 보며, 또한 아집(我執)을 끊음에 의해 고(苦, 괴로움)가 소멸된다고 본다. 그러나 아집(我執)을 끊는 것만으로는 완전한 깨달음을 성취할 수 없으며, 존재 전체로서의 5온에 대한 집착, 즉 마음(8식, 즉 심왕, 즉 심법) 밖에 외계(법, 5온)가 실재한다는 집착, 즉 법집(法執)을 끊음에 의해 궁극적 자유 즉 완전한 깨달음이 성취된다고 말한다. 달리 말하면, 반야바라밀다의 지혜로써 5온이 개인과 존재 전체의 양 측면에서 무아(無我)라는 것, 연기(緣起)하여 성립된 것이라는 것, 공(空)이라는 것을 '완전하게 아는 것[證悟]'에 의해 궁극적 자유 또는 영원한 자유가 성취된다고 말한다. (참고: 2무아 또는 2공)

## 5온 개요
불교에서는 인간의 구체적인 현실존재를 해명하기 위하여 갖가지 법체계가 설명되었는데, 5온설(五蘊說)은 이러한 법체계들 중 대표적인 것이다.
온(蘊, 산스크리트어: skandha, 팔리어: khandha, 영어: aggregates, mass, heap)은 유위법(有爲法)의 화합(和合) · 적취(積聚) · 무더기라는 뜻으로, 즉 유위법의 집합을 의미하며, 집합으로서 다른 집합과 구별되는 요소라는 의미도 된다.
따라서 5온설은 원래는 인간 개인의 존재가 다음의 5개의 유위법(有爲法) 요소의 집합으로 지탱되고 형성되고 있다는 견해이다. 개인 존재는 이 5온의 어느 것인가로 분해되며, 5온 밖에 "나[我]"라고 부를 수 있는 것은 아무데도 존재하지 않는다는 무아(無我)의 교의를 불교는 주장한다.
5온의 각 요소는 다음과 같다.
1. 색(色): 육체(肉體) 또는 물질
2. 수(受): 마음(6식 또는 8식, 즉 심왕, 즉 심법)의 작용으로서의 지각(知覺)
3. 상(想): 마음(6식 또는 8식, 즉 심왕, 즉 심법)의 작용으로서의 수동적 · 능동적 표상(表象)
4. 행(行): 마음(6식 또는 8식, 즉 심왕, 즉 심법)의 수(受) · 상(想)이외의 모든 작용. 특히, 마음의 능동적 작용으로서의 의지(意志)나 욕구(欲求)
5. 식(識): 마음(6식 또는 8식, 즉 심왕, 즉 심법)
마음(6식 또는 8식, 즉 심왕, 즉 심법)은 대상에 대한 지각[受] · 표상[想] · 의지[思] · 분석[勝解 · 尋 · 伺] · 판단[慧] 등의 갖가지 마음작용과 더불어 함께 하면서 대상을 종합적으로 인식[了別]하는 힘

수(受) 이하의 4종은 마음(6식 또는 8식, 즉 심왕, 즉 심법)과 그 작용에 관한 것으로서 색(色)인 육체와 합쳐서 5온은 몸과 마음, 즉 개인 존재를 가리키는 것이다.
초기불교 이후의 부파불교와 대승불교에서는 5온을 개인 존재에서 확대 해석하여 일체법의 구성요소라고 보게 되었다. 이 관점에서는 대체적으로 크게 보아 색(色)이 물질계[色: 물질적 요소]를 의미하고 수(受) · 상(想) · 행(行) · 식(識)은 마음(6식 또는 8식, 즉 심왕, 즉 심법)과 그 작용에 관한 것으로 정신계[名: 정신적 요소, 비물질계, 비물질적 요소]를 의미하는 것으로 본다 (참고: 명색). 여기서 주의할 점은, 물질계[色: 물질적 요소]가 곧 3계 가운데 욕계(물질 우주)와 일치하고 정신계[名: 정신적 요소, 비물질계, 비물질적 요소]가 색계 · 무색계와 일치하는 것이 아니라는 점이다. 색계 · 무색계의 각각에도 물질적 요소[色, 물질계]와 정신적 요소[名, 비물질계]가 있다. 즉, 5온이 있다. 따라서, 물질계[色: 물질적 요소] 즉 색온은 3계 각각의 물질적 측면의 구성요소인 모든 물질적 성질들을 통칭한다. 마찬가지로, 정신계[名: 정신적 요소, 비물질계, 비물질적 요소] 즉 수온 · 상온 · 행온 · 식온은 3계 각각의 정신적 측면의 구성요소인 모든 정신적 성질들을 통칭한다.

## 5무루온과 5취온
유위법의 무더기 즉 온(蘊)은 유루에도 통하고 무루에도 통한다. 온(蘊)이 무루에 통한 경우 무루온(無漏蘊)이라 부르고 유루에 통한 경우 취온(取蘊)이라 부른다.
취온(取蘊)에서 취(取, upādāna)는 번뇌(煩惱)를 뜻한다. 유루에 통한 온(蘊)을 취온(取蘊: 번뇌 상태의 무더기)이라고 이름하게 된 것에는 다음의 3가지 이유가 있다.
1. 유루에 통한 온(蘊: 무더기)은 취(取: 번뇌)로 생겨난 유위법의 무더기이기 때문에 취온(取蘊: 번뇌로 생겨난 무더기)이라고 한다. 이 명명법은 마치 가스와 연탄으로 생겨난 불을 각각 가스불, 연탄불이라고 이름하는 것과 같다.
2. 유루에 통한 온(蘊)은 취(取: 번뇌)의 권속이기 때문에, 즉 취(取: 번뇌)의 부림을 받기 때문에 취온(取蘊: 번뇌의 부림을 받는 무더기)이라고 한다. 이 명명법은 신하가 왕에 속하여 왕의 부림을 받는 것을 '왕의 신하' 또는 '왕의 권속'이라 부르는 것과 같다.
3. 유루에 통한 온(蘊)은 취(取: 번뇌)를 낳기 때문에 취온(取蘊: 번뇌를 낳는 무더기)이라고 한다. 이 명명법은 마치 꽃이나 과실을 낳는 나무를 화과수(花果樹)라고 하는 것과 같다.

요약하자면, 유루에 통한 온은 취(取: 번뇌)로 생겨나고, 취(取: 번뇌)의 부림을 받으며, 취(取: 번뇌)를 낳는다는 의미에서 취온(取蘊)이라 부른다.
마찬가지로, 색온(色蘊: 몸·물질 무더기) · 수온(受: 지각 무더기) · 상온(想蘊: 표상 무더기) · 행온(行蘊: 욕구·의지 무더기) · 식온(識蘊: 마음·의식 무더기)의 5온(五蘊, 팔리어: pañca khandha, 산스크리트어: pañca-skandha)은 유루에도 통하고 무루에도 통하며, 무루에 통한 5온(五蘊)을 5무루온(五無漏蘊) 또는 5분법신(五分法身)이라 하고, 유루에 통한 5온(五蘊)을 5취온(五取蘊)이라 한다. 5취온의 각각을 색취온(色取蘊: 몸·물질 번뇌 무더기) · 수취온(受取蘊: 지각 번뇌 무더기) · 상취온(想取蘊: 표상 번뇌 무더기) · 행취온(行取蘊: 욕구·의지 번뇌 무더기) · 식취온(識取蘊: 마음·의식 번뇌 무더기)이라 한다.
또한 취온을 수음(受陰)이라고도 하며, 따라서 5취온을 5수음(五受陰)이라고 한다. 여기서의 수(受)는 '받음' 또는 '감각 또는 지각'을 뜻하지 않으며, 번뇌의 다른 말인 취(取)를 뜻한다. 구역(舊譯)에서는 번뇌의 다른 말인 취(取)를 수(受)라고도 번역하였다. 따라서, 5취온의 각각을 색수음(色受陰) · 수수음(受受陰) · 상수음(想受陰) · 행수음(行受陰) · 식수음(識受陰)이라고도 한다.

## 5온설의 목적

### 초기불교
초기불교의 《아함경》에서는 일체를 구성하는 요소로서의 5온에 대하여 설할 때, 5온의 각각이 무아(無我)이고 무상(無常)하며 고(苦)이고 공(空)이라고 설하고 있다. 그리고 5온설을 설할 때는 거의 언제나 무아(無我)를 빼놓지 않고 설명하고 있다는 특징을 보이고 있다.
예를 들어, 《잡아합경》 제3권, 제61경 〈분별경(分別經)〉에서 고타마 붓다는 다음과 같이 5온, 특히 5취온(5수음)에 대해 설명하면서, 5온의 각각이 무상(無常)과 고(苦) 그리고 공(空) 즉 변역(變易)이라고 설하고 있다. 또한 5온을 지혜(智慧, 慧: 여기서는 수다원과를 성취하기 전의 지혜를 말함; 즉 《성실론》에 따르면 3혜 또는 4혜의 유루혜, 또는 《구사론》에 따르면 유루혜와 수다원향에 진입하면서 성취한 무루혜)로써 깊이 사유(思惟)하고 관찰(觀察)하고 분별(分別)하고 체득[忍]하는 것을 통해 유신견(有身見, 身見: 몸 또는 5온의 일부 또는 전체를 '나'라고 집착하는 견해) · 계금취견(戒禁取見, 戒取: 도가 아닌 것을 도라고 집착하는 견해) · 의(疑: 의심)의 3결(三結: 3가지 결박)을 극복하고 범부의 지위를 초월하여 4향4과 중 첫 번째의 과(果)인 수다원과(須陀洹果, 豫流果)를 성취하게 될 것이며, 계속하여 수행해 가면 나아가 아라한과(阿羅漢果)를 증득하게 될 것이라고 말하고 있다. 그리고 5취온이 완전히 극복된 상태, 즉 5무루온의 상태가 곧 열반(涅槃), 즉 완전한 깨달음, 즉 아뇩다라삼먁삼보리의 상태라고 말하고 있다.
爾時。世尊告諸比丘。
有五受陰。何等為五。謂色受陰。受．想．行．識受陰。
云何色受陰。所有色。彼一切四大。及四大所造色。是名為色受陰。

復次。彼色是無常．苦．變易之法。若彼色受陰。永斷無餘。
究竟捨離．滅盡．離欲．寂沒。餘色受陰更不相續．不起．不出。
是名為妙。是名寂靜。是名捨離一切有餘愛盡．無欲．滅盡．涅槃。
云何受受陰。謂六受身。何等為六。謂眼觸生受。耳．鼻．舌．身．意觸生受。是名受受陰。

復次。彼受受陰無常．苦．變易之法。乃至滅盡．涅槃。
云何想受陰。謂六想身。何等為六。謂眼觸生想。乃至意觸生想。是名想受陰。

復次。彼想受陰無常．苦．變易之法。乃至滅盡．涅槃。
云何行受陰。謂六思身。何等為六。謂眼觸生思。乃至意觸生思。是名行受陰。

復次。彼行受陰無常．苦．變易之法。乃至滅盡．涅槃。

云何識受陰。謂六識身。何等為六。謂眼識身。乃至意識身。是名識受陰。

復次。彼識受陰是無常．苦．變易之法。乃至滅盡．涅槃。
比丘。若於此法以智慧思惟．觀察．分別．忍。是名隨信行。
超昇離生。越凡夫地。未得須陀洹果。中間不死。必得須陀洹果。
比丘。若於此法增上智慧思惟．觀察．忍。是名隨法行。
超昇離生。越凡夫地。未得須陀洹果。中間不死。必得須陀洹果。
比丘。於此法如實正慧等見。三結盡斷知。謂身見．戒取．疑。
比丘。是名須陀洹果。不墮惡道。必定正趣三菩提。七有天人往生。然後究竟苦邊。
比丘。若於此法如實正慧等見。不起心漏。名阿羅漢。
諸漏已盡。所作已作。捨離重擔。逮得己利。盡諸有結。正智心得解脫。
— 《잡아합경》 제3권, 제61경 〈분별경(分別經)〉.
한문본

그 때 고타마 붓다는 모든 비구들에게 말하였다.
"5수음이 있다. 5수음이란 무엇인가? 색수음 · 수수음 · 상수음 · 행수음 · 식수음을 말한다.
색수음(色受陰)이란 무엇인가? 존재하는 모든 색을 말한다. 일체의 색은 4대이거나 4대로 만들어진 색(色)이니, 이것을 색수음이라 한다. 또한 이 색수음[色]은 무상(無常)하고 괴로[苦]우며 변하고 바뀌는[變易, 空] 법이다. 만일 이 색수음을 영원히 끊어 남김이 없게 하고, 그 궁극까지 버리고 떠나고, [색수음을] 완전히 멸(滅)하고, [색수음에 대한] 탐욕[欲]을 떠나고, [색수음을] 고요히 사라지게 한다[寂沒]면, 다른 색수음이 다시는 상속(相續: 이어짐, 계속됨)하지 않고, 일어나[起]지도 않으며, 나오[出]지도 않을 것이다. 이것을 묘함[妙]이라 하고, 적정(寂靜: 고요함)이라 하고, 일체의 남은 애탐[愛]을 버리고 떠나 다 소멸시킨 것이라 하고, 무욕(無欲)이라 하고, 멸진(滅盡)이라 하고, 열반(涅槃)이라 한다.
수수음(受受陰)이란 무엇인가? 6수신(六受身)을 말한다. 6수신이란 무엇인가? 안촉생수(眼觸生受: 안촉으로 생기는 수) · 이촉생수(耳觸生受) · 비촉생수(鼻觸生受) · 설촉생수(舌觸生受) · 신촉생수(身觸生受) · 의촉생수(意觸生受: 의촉으로 생기는 수)를 말하며, 이것들을 수수음이라 한다. 또한 이 수수음은 무상(無常)하고 괴로[苦]우며 변하고 바뀌는[變易, 空] 법이다.……(내지)……멸진(滅盡)이라 하고, 열반(涅槃)이라 한다.
상수음(想受陰)이란 무엇인가? 6상신(六想身)을 말한다. 6상신은 무엇인가? 안촉생상(眼觸生想: 안촉으로 생기는 상) 내지 의촉생상(意觸生想: 의촉으로 생기는 상)을 말하며, 이것들을 상수음이라 한다. 또한 이 상수음은 무상(無常)하고 괴로[苦]우며 변하고 바뀌는[變易, 空] 법이다.……(내지)……멸진(滅盡)이라 하고, 열반(涅槃)이라 한다.
행수음(行受陰)이란 무엇인가? 6사신(六思身)을 말한다. 6사신은 무엇인가? 안촉생사(眼觸生思: 안촉으로 생기는 사) 내지 의촉생사(意觸生思: 의촉으로 생기는 사)를 말하며, 이것들을 행수음이라 한다. 또한 이 행수음은 무상(無常)하고 괴로[苦]우며 변하고 바뀌는[變易, 空] 법이다.……(내지)……멸진(滅盡)이라 하고, 열반(涅槃)이라 한다.
식수음(識受陰)이란 무엇인가? 6식신(六識身)을 말한다. 6식신은 무엇인가? 안식신(眼識身: 안식의 집합) 내지 의식신(意識身: 의식의 집합)을 말하며, 이것들을 식수음이라 한다. 또한 이 식수음은 무상(無常)하고 괴로[苦]우며 변하고 바뀌는[變易, 空] 법이다.……(내지)……멸진(滅盡)이라 하고, 열반(涅槃)이라 한다.
비구들이여, 만일 이 법[5온]을 지혜(智慧: 3혜 또는 4혜의 유루혜, 또는 유루혜와 수다원향에 진입하면서 성취한 무루혜; 여기서는, 증상지혜와 대비되는 말로서, 비록 뛰어나지는 않으나, 깊은 믿음을 바탕으로 하는 유루혜, 또는 이러한 유루혜와 수다원향에 진입하면서 성취한 무루혜를 말함)로써 깊이 사유하고 관찰하고 분별하고 체득[忍]한다면 이러한 수행을 '수신행(隨信行: 믿음에 따른 수행, 믿음에 따라 사는 것)'이라 한다. [수신행을 통해] 그는 뛰어오를 것이며, 태어남을 벗어날 것이며, 범부의 지위를 넘어갈 것이며, 아직 수다원과(須陀洹果)를 얻지 못한 상태일지라도 [수다원과를 얻지 못한 상태에서] 중간에 죽거나 하지 않을 것이며 반드시 수다원과를 얻을 것이다.
비구들이여, 만일 이 법[5온]을 증상지혜[增上智慧: 뛰어난 3혜 또는 4혜의 유루혜, 또는 유루혜와 수다원향에 진입하면서 성취한 무루혜]로써 깊이 사유하고 관찰하고 분별하여 체득[忍]한다면 이러한 수행을 '수법행(隨法行: 법에 따른 수행, 법에 따라 사는 것)'이라 한다. [수법행을 통해] 그는 뛰어오를 것이며, 태어남을 벗어날 것이며, 범부의 지위를 넘어갈 것이며, 아직 수다원과(須陀洹果)를 얻지 못한 상태일지라도 [수다원과를 얻지 못한 상태에서] 중간에 죽거나 하지 않을 것이며 반드시 수다원과를 얻을 것이다.
비구들이여, [수신행 또는 수법행의 수행을 계속해 간다면, 그 어느 즈음에서] 이 법[5온]을 여실정혜[如實正慧: 참다운 바른 지혜, 즉 무루혜]로써 있는 그대로 보게 되고[等見: 즉, 일부의 번뇌 즉 3결에 대해 무루혜를 증득하게 되고], 3결(三結: 3가지 결박)이 완전히 끊어진 상태[에 도달했다]라는 것을 알게(경험하게, 증득하게) 될 것이다. 3결이란 신견(身見: 유신견, 몸을 나라고 보는 소견)과 계취(戒取: 계금취견, 도가 아닌 것을 도라고 보는 소견)와 의(疑: 의심)를 말한다. 비구들이여, [3결이 완전히 끊어진] 이러한 상태를 수다원과(須陀洹果)라 한다. [수다원과를 성취한 후에는 마음은 다시는] 악도(惡道)에 떨어지지 않고 반드시 아뇩다라삼먁삼보리[三菩提, 완전한 깨달음, 등정각, 구경각]로 곧장 바르게 나아가 일곱 번 천상계와 인간계로 왕생[七有天人往生]한 후에 완전히 괴로움을 벗어날 것이다[究竟苦邊].
비구들이여, [수신행과 수법행 단계 너머의 수행을 계속해 간다면, 그 어느 즈음에서] 이 법[5온]을 [즉, 일체법을] 여실정혜[如實正慧: 참다운 바른 지혜, 즉 무루혜]로써 있는 그대로 보게 되고[等見: 즉, 모든 번뇌에 대해 무루혜를 증득하게 되고, 즉 완전한 깨달음을 성취하게 되고], 마음에 [더 이상 아무런] 번뇌[漏]도 일어나지 않[는 상태에 도달했다는 것을 알]게 될 것이다. [마음에 아무런 번뇌도 더 이상 일어나지 않는] 이러한 상태를 아라한(阿羅漢)이라 한다. [이 상태는] 모든 번뇌가 완전히 다한 상태이며, 할 일을 완전히 마친 상태이며, 무거운 짐을 벗은 상태이며, 자리[己利, 自利]를 완전히 성취한 상태이며, 모든 결박[結]을 끊은 상태이며, 바른 지혜[正智, 즉 등정각, 구경각, 완전한 깨달음]로써 마음이 해탈을 증득한 상태이다."
— 《잡아합경》 제3권, 제61경 〈분별경(分別經)〉.
한글본

### 대승불교
대승불교에서도 5온은 색 · 수 · 상 · 행 · 식의 5가지의 요소의 집합을 뜻한다고 말하고 있다. 그리고 5온을 설명하는 목적은 이러한 5가지 요소의 집합이 있고 이들 5가지 집합들과 이들의 온갖 작용이 있을 뿐 거기에 별도의 나[我, 實我]가 있는 것은 아니라는 것을 드러내기 위한 것, 즉 무아(無我)를 드러내기 위한 것이라고 말하고 있다. 그리고 대승불교에서는 무아론이 점차 정리되면서 최종적으로 인무아(人無我, pudgala-nairātmya, 보특가라무아)와 법무아(法無我, dharma-nairātmya)의 이무아(二無我)의 사상으로 전개되고 있다.
예를 들어, 유식유가행파의 소의 논서인 《유가사지론》 제53권과 제93권에서는 다음과 같이 말하고 있다.
復次蘊義云何。為顯何義建立諸蘊。

謂所有色若去來今乃至遠近。如色乃至識亦爾。如是總略攝一切蘊。積聚義是蘊義。

又由諸蘊唯有種種名性諸行。當知為顯無我性義建立諸蘊。

다시, 온(蘊)의 뜻은 무엇인가? 어떤 뜻을 드러내기 위하여 모든 온[諸蘊]을 건립한 것인가?
말하자면, [색온이란] 과거 · 현재 · 미래 내지 원근(遠近: 멀고 가까움)의 존재하는 모든 색을 말하는데, 이러한 점은 수온 · 상온 · 행온 · 식온도 색온과 마찬가지이다. 이와 같이 [색 · 수 · 상 · 행 · 식의 각각의 온이란] 일체의 [해당되는] 온(蘊: 쌓인 것)을 포섭하여 총괄적으로 간단히 말한 것이다. [해당되는 요소들 모두의] 적취(積聚, 집합)의 뜻이 바로 온(蘊)의 뜻이다.
또한 [인간을 포함한 모든 존재(법)는] 온갖 온(蘊)[으로 이루어진 존재]이기 때문에, 오직 갖가지 명성(名性: 이름과 성품, 명칭과 명칭이 가리키는 실제의 법, 즉 能詮과 所詮)과 [이들 명성의] 온갖 작용[諸行]이 있을 뿐이다. 그러므로 무아성(無我性: 제행, 즉 제법, 즉 일체의 유위법의 본질이 무아라는 것)의 뜻을 드러내기 위하여 모든 온[諸蘊]을 건립한 것임을 마땅히 알아야 한다.
— 《유가사지론》 제53권.
한문본

復次一切無我無有差別。總名為空。謂補
特伽羅無我。及法無我。

補特伽羅無我者。謂離一切緣生行。外別有實我不可得故。

法無我者。謂即一切緣生諸行性。非實我。是無常故。

如是二種。略攝為一。彼處說此名為大空。

다시, 모든 무아(無我)는 차별이 없으므로 모두 공(空)이라고 하는데, [굳이, 무아를 차별하여 말하자면] 보특가라무아(補特伽羅無我, 인무아)와 법무아(法無我)를 말한다.
보특가라무아(補特伽羅無我, 인무아)란 온갖 인연에 의해 생겨나는 [각각의] 행(行: 유위법, 즉 개인 존재로서의 5온)을 떠나서 그것의 바깥에 따로이 존재하는 실아(實我, 나, 실제의 나)란 존재하지 않는다는 것을 말하기 때문이다.
법무아(法無我)란 온갖 인연에 의해 생겨나는 일체의 행[諸行: 모든 유위법, 즉, 무위법을 제외한 존재 전체로서의 5온]의 본질[性]이 불생불멸[實我, 실체, 영원한 것]이 아니고 무상(無常, 일시적인 것)이라는 것을 말하기 때문이다.
이와 같은 2가지 무아를 하나로 포섭하여 그곳에서 이것을 대공(大空)이라고 이름한다.
— 《유가사지론》 제93권.
한문본

## 3과와 5온
5온은 초기불교 때부터 널리 사용되어온 일체법의 분류체계 또는 분석방식인 5온(五蘊) · 12처(十二處) · 18계(十八界)의 3과(三科)의 하나이다. 즉, 고타마 붓다는 가르침을 펼치는 중에 존재 전체를 한편으로는 5온을 통해 설명하기도 하고, 한편으로는 12처를 통해 설명하기도 하고, 한편으로는 18계를 통해 설명하기도 하였다고 전하는데, 이 3가지는 초기불교 이래 불교 전반에서 널리 사용되는 기본적인 존재 분류체계 또는 분석방식, 즉 기본적인 법체계가 되었다. 그리고 초기불교의 이 3가지 법체계들은 고타마 붓다가 반열반에 든 후의 후대에서 더욱 심화 · 발전되어 부파불교의 설일체유부의 5위 75법의 법체계와 대승불교의 유식유가행파와 법상종의 5위 100법의 법체계 등으로 나타났다.
《구사론》 등의 아비달마 논서들에 따르면, 고타마 붓다가 5온(五蘊) · 12처(十二處) · 18계(十八界)의 3가지 법체계, 즉 3과(三科)의 분석방식으로 가르침을 편 것은 다음의 3가지 이유 때문이라고 한다.
1. 수행자의 어리석음에 3가지 유형이 있기 때문이다.
2. 수행자의 근기(根機: 가르침을 받을 수 있는 능력)에 3가지 유형이 있기 때문이다.
3. 수행자가 좋아하는 것에 3가지 유형이 있기 때문이다.

첫 번째의 수행자의 어리석음의 3가지 유형과 해당 유형의 수행자들에 대해 고타마 붓다가 가르친 법체계는 다음과 같다고 한다.
1. 마음작용[心所]에 어리석어 마음작용을 모두 나[我]라고 집착하는 유형:
마음작용을 수(受: 지각) · 상(想: 표상) · 행(行: 思라고도 한다, 욕구와 의지)으로 나누어 상세히 설명하는 5온을 설하였다.
2. 유독 물질[色]에 어리석어 물질을 나[我]라고 집착하는 유형:
물질을 5근(五根)과 5경(五境)으로 나누어 상세히 설명하는 12처를 설하였다.
3. 물질[色]과 마음[心: 여기서는, 마음과 마음작용을 합한 것] 모두에 어리석어 물질과 마음(여기서는, 마음과 마음작용을 합한 것)의 개별 또는 화합체를 나[我]라고 집착하는 유형:
물질과 마음(여기서는, 마음과 마음작용을 합한 것)을 각각 10가지와 8가지로 나누어 상세히 설명하는 18계를 설하였다.

두 번째의 수행자의 근기(根機: 가르침을 받을 수 있는 능력)의 3가지 유형과 해당 유형의 수행자들에 대해 고타마 붓다가 가르친 법체계는 다음과 같다고 한다.
1. 예리한[銳] 근기의 유형: 5온을 설하였다.
2. 중간[中] 근기의 유형: 12처를 설하였다.
3. 둔중한[鈍] 근기의 유형: 18계를 설하였다.

세 번째의 수행자가 좋아하는 것의 3가지 유형과 해당 유형의 수행자들에 대해 고타마 붓다가 가르친 법체계는 다음과 같다고 한다.
1. 간략한 글[略文]을 좋아하는 유형: 5온을 설하였다.
2. 중간의 글[中文]을 좋아하는 유형: 12처를 설하였다.
3. 자세한 글[仔文]을 좋아하는 유형: 18계를 설하였다.

## 5온설

### 색온

#### 색온의 정의
색온(色蘊, 산스크리트어: rūpa-skandha, 팔리어: rūpa-khandha, 영어: aggregates of form, aggregates of matter)은 물질(物質, 색)의 적집, 집합 또는 무더기라는 뜻으로, 육체 또는 물질 일반으로서의 색(色)을 말하는데, 《아함경》 등의 초기불교 경전과 부파불교의 설일체유부와 대승불교의 유가유식행파와 법상종 등에서는 육체 또는 물질 일반으로서의 색온 또는 색(色)을 다음과 같이 3~4가지 방식으로 정의하고 있다.
- 본질적인 성질을 기준한 정의
  - 변괴성(變壞性) 또는 뇌괴성(惱壞性)을 본질적 성질로 거론하는 경우
  - 변애성(變礙性) 또는 질애성(質礙性)을 본질적 성질로 보는 경우
- 근원 물질인 4대종을 기준한 정의: 4대종과 4대 소조색
- 포함되는 물질을 기준한 정의: 5근 · 5경 · 무표색(법처소섭색)

#### 변괴성·뇌괴성
《아함경》 등의 초기불교 경전과 부파불교와 대승불교 모두에서, 변괴(變壞, rūpyate)하기 때문에 색(色, rūpa)이라고 정의하기도 한다. 《구사론》에 따르면, 이와 관련하여 고타마 붓다는 다음과 같은 언급을 하였다고 한다.
苾芻當知。由變壞故名色取蘊。誰能變壞。謂手觸故即便變壞。

필추(苾芻: 비구)들은 마땅히 알아야 할 것이니, 변괴(變壞)하기 때문에 색취온(色取蘊)이라 이름한다. 무엇이 능히 변괴시키는가? 예를 들어, 손과 같은 것이 닿으면 바로 변괴한다.
— 《아비달마구사론》, 제1권. 한문본 & 한글본

그런데, 변괴(變壞)는 '변이하고 파괴된다'는 뜻인데, 이러한 성질은 색(色, 육체와 물질)에만 국한된 것이 아니며 모든 유위법에 공통적으로 적용되는 성질이다. 따라서, 변괴성으로 색(色)을 정의하는 경우 색(色)의 특징을 명확히 드러내지 못하며, 또한 이 정의는 색(色)의 특징들에 속하는 연장 · 장애 · 형상 등을 설명하지도 못한다.
하지만, 이 정의는 변괴 · 연장 · 장애 · 형상 등의 색(色, 물질)의 본질적 속성들을 설명하기 위해서 언급되는 진술이 아니다. 이 정의는 고정된 형상을 가진 것처럼 보이는 색(色, 물질과 육체)이 유위법에 속한다는 것을 명확히 함으로써 색(色, 육체와 물질)은 무상(無常)한 것이며, 무상(無常)한 것이기 때문에 고(苦)이며, 따라서 집착하거나 의지할 대상이 아니라는 것을 분명히 알게 하는 실천적인 면에서 의미가 있으며, 또한 이러한 점이 이 정의의 목적이기도 하다.
즉, 변괴는 결국 뇌괴[惱壞] 즉 '허물어짐에 괴로워하게 되는 것[惱壞]'을 뜻하는데, 말하자면 색(色, 육체와 물질)을 추구하는 욕망을 가진 사람이 그 욕망을 끊지 않고 해당 색(色, 육체와 물질)을 계속 추구할 때 결국 그 욕망에 의해 시달리고 괴롭혀지게 되는 것은 색(色, 육체와 물질)이 변이하고 파괴되는 것[變壞], 즉 변하여 무너져 내리는 것[變壞]을 본질적 성질로 하기 때문이다.
이러한 측면에서, 고타마 붓다는 《잡아합경》 제38권 제1079경 〈유경(喩經)〉에서 육체, 즉 색온에 다음과 같이 말하고 있다.
佛告比丘。丘塚者。謂眾生身。
麤四大色父母遺體。摶食．衣服．覆蓋．澡浴．摩飾．長養。
皆是變壞磨滅之法。

고타마 붓다는 그 비구에게 말하였다.
[이 비유에서] 무덤이란 중생들의 육체[身]를 가리키는 말로서
곧 거친[麤] 4대종[四大]으로 이루어진 이 몸은 부모가 남겨주신 몸이니,
음식을 먹고 옷을 입고 목욕시키고 어루만지며
또 가꾸어 기르지만, 그것은 다 변괴(變壞: 변이하고 파괴됨, 변하여 무너져 내림)하고
마멸(磨滅: 닳아 없어짐)되는 법(法, 구체적 존재)이다.
— 《잡아함경》, 제38권. 한문본 & 한글본

#### 변애성·질애성
부파불교와 대승불교에서는 변애성(變礙性)을 가지고 있기 때문에 색(色)이라고 정의하기도 한다. 예를 들어, 부파불교의 설일체유부의 교학을 집대성한 《구사론》과 대승불교의 대표적 경전들인 《대반야바라밀다경》과 《유가사지론》 등에서는 다음과 말하고 있다.
變礙故名為色。

변애(變礙)하기 때문에 색(色)이라고 이름한다.
–
《아비달마구사론》, 제1권.
한문본 & 한글본
謂變礙是色相。

변애(變礙)하는 것을 색(色)의 본질적 속성[相]이라고 한다.
–
《대반야바라밀다경》, 제443권.
한문본
謂變礙故名色。

변애(變礙)하기 때문에 색(色)이라고 이름한다.
–
《유가사지론》, 제81권.
한문본
變礙是色自相。

변애(變礙)는 색(色)의 본질적 속성[自相]이다.
–
《해심밀경소》, 제81권.
한문본 (p0334a05)

변애성(變礙性)은 변화하는 성질을 뜻하는 변성(變性)과 공간적 점유성을 뜻하는 애성(礙性)이 합쳐진 말이다. 이것은 색(色, 물질)은 유위법으로서 변화할 뿐만 아니라 일정한 넓이를 갖고 공간을 점유하고 있어서 다른 색(色, 물질)이 같은 시간에 같은 공간을 공유할 수 없도록 장애하는 성질을 가진다는 것을 뜻한다. 이와 같이 서로 저촉하고 물리치는 성질을 유대(有對)라고도 한다. 색(色, 물질)의 애성(礙性)을 질량을 가지고 있으면서 다른 물질을 장애한다는 뜻에서 질애(質礙)라고도 한다.
변괴성(變壞性, rūpyate)은 모든 유위법이 다함께 가지는 특성이기 때문에 설일체유부와 유식유가행파 등의 논서에서는 변애성(變礙性)이 색(色, 물질)의 본질적 속성으로 통상적으로 논의되고 있다. 설일체유부의 교학에서 색(色, 물질)의 변애성(變礙性)은 곧 극미설(極微說)에 해당한다.

#### 4대종과 4대 소조색
초기불교 경전인 《아함경》 등과 부파불교와 대승불교의 경전 및 논서들에서는 색(色, 물질)을 지(地) · 수(水) · 화(火) · 풍(風)의 4대종(四大種, 산스크리트어: catvāri mahā-bhūtāni, 팔리어: cattāri mahā-bhūtāni, 영어: Four primary elements)과 4대종으로 만들어진 물질인 4대 소조색(四大所造色)으로 정의하기도 한다. 근원 물질인 4대종의 결합에 의해 만들어진 이차적인 물질을 4대 소조색(四大所造色) 또는 간단히 소조색(所造色)이라고 한다
예를 들어, 《증일아함경》에서는 색(色, 물질)을 다음과 같이 정의하고 있다.
彼云何名為色耶。四大及四大所造色。是謂名為色。

그 어떤 것을 색(色)이라 하는가? 4대종[四大]과 4대 소조색(四大所造色: 4대종으로 만들어진 색)이니, 이것을 색(色)이라 한다.
— 《증일아함경》, 제42권. 한문본 & 한글본

색(色, 물질)을 4대종과 4대 소조색으로 정의하는 것은 근원 물질로서의 4대종을 부각시키는 정의로, 인간의 육체를 포함한 모든 색(色, 물질)이 4대종에 의해 만들어진 것임을 말한다.
《아함경》 에서는 위의 인용문에서처럼 색(色, 물질)은 4대종과 4대 소조색으로 이루어져 있다는 간단한 진술만이 있고 이 진술을 바탕으로 다른 실천적인 주제들을 다루는 경우가 많다. 즉, 4대종과 4대 소조색 자체에 대해 상세히 설명하는 것은 드문데, 1~2세기경의 설일체유부의 논사였던 세우(世友, Vasumitra)는 《아비달마품류족록》에서 색(色, 물질)이 4대종과 4대 소조색으로 구성된다고 정의하면서 또한 4대종과 4대 소조색에 대해 보다 더 자세하게 말하고 있다.
色云何。謂諸所有色。一切四大種。及四大種所造色。四大種者。謂地界水界火界風界。所造色者。謂眼根耳根鼻根舌根身根色聲香味。所觸一分。及無表色。

색이란 무엇인가? 존재하는 모든 색이란 4대종과 4대종에 의해 만들어진 소조색 모두를 통틀어 말한다. 4대종은 지계 · 수계 · 화계 · 풍계를 말하며, 소조색은 안근 · 이근 · 비근 · 설근 · 신근 · 색경 · 성경 · 향경 · 미경과 촉경의 일부와 무표색을 말한다.— 《아비달마품류족론》 제1권. p0692b24(05) - p0692b27(09)

위의 정의에서 세우가 "촉경의 일부[所觸一分]"라고 말한 것은 촉경(觸境)이 4대종과 4대종에 의해 만들어진 특정한 소조색으로 이루어져 있기 때문이다. 즉, 세우는 4대종이 모든 물질을 만드는 근원 물질이라는 것을 말하기 위해 앞에서 이미 언급했으므로 다시 중복하지 않기 위해 "촉경의 일부"라고 말한 것이다. 따라서, 색(色, 물질)은 4대종과 4대 소조색으로 이루어져 있다는 정의는 색(色, 물질)은 안근 · 이근 · 비근 · 설근 · 신근의 5근(五根)과 색경 · 성경 · 향경 · 미경 · 촉경의 5경(五境)과 무표색(無表色)의 11종으로 구성되어 있다는, 세친의 《구사론》 등에서 언급되는 정의로서, 색(色, 물질)에 포함되는 구체적인 물질적 종류 또는 범주를 모두 나열함으로써 색(色, 물질)을 정의하는 경우와 같은 말이다.

#### 5근·5경·무표색(법처소섭색)
부파불교의 설일체유부와 대승불교의 유가유식행파와 법상종 등에서는 색(色, 물질)에 포함되는 구체적인 물질적 종류 또는 범주들을 모두 나열함으로써 색(色, 물질)을 정의하기도 한다.
- 설일체유부의 정의: 
색(色)은 5근(五根)과 5경(五境)과 무표색(無表色)의 총 11가지를 말한다.[31]
- 유가유식행파와 법상종의 정의: 
색(色)은 5근(五根)과 5경(五境)과 법처소섭색(法處所攝色)의 총 11가지를 말한다.[59]

말하자면, 이 정의는 객관적 사물(5경)과 주관적 사물(5근, 감각 기관)을 합한 후, 다시 이들에 포함되지 않는 특수한 물질 1종을 합하여 물질이라고 정의한 것이다. 그리고 이 정의는 객관적 사물(5경)의 물질과 주관적 사물(5근, 감각 기관)의 물질이 서로 다른 물질이라고 말하고 있다. 실제로, 설일체유부와 유가유식행파는 모두, 주관적 사물인 5근을 이루는 물질은, 광명이 차단됨이 없는 맑고 투명한 색인 정색(淨色, rūpa prasāda)이며 정색은 객관적 사물인 5경을 이루는 물질과는 다른 것이라고 말하고 있다.
위 정의에 나타난 5근(五根)과 5경(五境)과 무표색(無表色)과 법처소섭색(法處所攝色) 중, 먼저 5근(五根)은 대략적으로 말하자면, 육체가 가진 5가지 감각 기관을 말한다. 즉, 눈·귀·코·혀·몸을 말한다. 불교 용어로는 이들을 각각 안근(眼根)·이근(耳根)·비근(鼻根)·설근(舌根)·신근(身根)이라고 한다. 엄밀히 말하자면, 5근(五根)은 육안에 보이는 거친 살덩어리가 아니라 정색이라는 물질로 이루어진 것이므로 육체의 눈·귀·코·혀·몸 보다 더 뛰어난 성질의 감각 기관들이다.
5경(五境)은 마음(6식 또는 8식, 즉 심왕, 즉 심법)이 5근을 통해 지각하는 5가지 외부 대상으로, 안근(눈)의 지각대상인 색깔과 형태, 이근(귀)의 지각대상인 소리, 비근(코)의 지각대상인 냄새, 설근(혀)의 지각대상인 맛, 신근(몸)의 지각대상인 감촉을 말한다. 불교 용어로는 이들을 각각 색경(色境)·성경(聲境)·향경(香境)·미경(味境)·촉경(觸境)이라고 하며, 간단히 색(色)·성(聲)·향(香)·미(味)·촉(觸)이라고도 한다.
무표색은 설일체유부에서 주장한 특수한 물질이다. 설일체유부의 이론에 따르면, 마음(6식, 즉 심왕, 즉 심법)이 외부로 표출된 신체적인 행위나 언어적인 행위(즉, 말소리)를 하거나 선정(禪定)에 들거나 하면 그 행위와 동시에 그 행위의 선(善)·불선(不善)에 따라 선 또는 불선의 성질을 띠는 눈에 보이지 않는 형태의 특수한 물질적 실체가 생겨난다고 한다. 그리고 이 특수한 물질적 실체는 그것이 띠고 있는 선 또는 불선의 성질에 따라 항상 마음(6식, 즉 심왕, 즉 심법)에 선 또는 불선의 영향을 미치고, 다시 마음(6식, 즉 심왕, 즉 심법)이 외부로 표출된 신체적인 행위나 언어적인 행위(즉, 말소리)를 하거나 선정(禪定)에 들거나 하면 그 행위의 선·불선에 따라 이 특수한 물질적 실체의 선 또는 불선의 성질이 변화한다고 한다. 설일체유부에서는 이러한 물질적 실체를 무표색(無表色) 또는 무표업(無表業)이라고 하였다. 이러한 이유로, 무표색은 설일체유부의 업설(業說)과 밀접한 관련이 있다.
법처소섭색(法處所攝色)은 유가유식행파와 법상종에서 주장하는 물질로, 마음(8식, 즉 심왕, 즉 심법) 중 제6식인 의식(意識)의 경계(境界: 세력 범위이자 작용 대상)인 법처(法處), 즉 법경(法境)에 속하는 물질이다. 유가유식행파와 법상종에 따르면 법처소섭색은 5근과 5경을 제외한 다른 모든 물질을 모두 통칭한다. 유식유가행파와 법상종에 따르면, 이에 속하는 물질로는 극략색(極略色) · 극형색(極逈色) · 수소인색(受所引色) · 변계소기색(遍計所起色) · 자재소생색(自在所生色)의 5종이 있다.
예를 들어, 이들 중 극략색(極略色)은 5근과 5경의 물질을 계속 나누어 가서 더 이상 나눌 수 없는 극한에 이르렀을 때의 물질인 극미(極微, paramānu)를 말하는데, 설일체유부에서도 물질을 계속 나누어 가서 더 이상 나눌 수 없는 극한에 이르렀을 때의 물질을 극미라고 정의한다. 이와 같이 유식유가행파와 설일체유부 모두 동일한 방식으로 극미를 정의하기는 하지만, 설일체유부에서는 극미를 물질적 실체로 보아서 안근(眼根)을 통해 지각되는 외부 대상인 색경(色境)에 소속시킨다. 반면 유식유가행파에서는 극미, 즉 극략색(極略色)을 물질적 실체가 아닌 가상(假想)의 것, 즉, (비존재물이 아니라 비물질적 영역에 존재하는) 비물질적 존재 또는 비물질적 사물이라고 보아서 제6식인 의식(意識)의 경계(境界: 세력 범위이자 작용 대상)인 법처(法處), 즉 법경(法境)에 소속시킨다. 달리 말해, 유식유가행파에서 물질의 궁극을 극략색이라고 한 것은 마음이 결집을 일으켜 물질을 생겨나게 할 수 있다는 것을 함의한다. 극략색은 법처소섭색의 일부인 자재소생색과 밀접한 관련이 있다.   

### 수온

#### 수온의 정의
수온(受蘊,
산스크리트어: vedanā-skandhāh,
팔리어: vedanā-khandha, 영어: aggregates of sensation, aggregates of feeling)은
지각(知覺)의 적집, 집합 또는 무더기라는 뜻으로, 마음(6식 또는 8식, 즉 심왕, 즉 심법)의 여러 작용 중 감수작용(感受作用)과 그 세력을 뜻한다. 지각(知覺)의 대상이라는 면에서 볼 때, 수온은 전5식을 통해 육체적 · 물질적 대상을 지각(知覺, 즉 受, 즉 느낌)하는 것만을 의미하지 않으며 제6식(부파불교의 경우) 또는 후3식(대승불교의 경우)을 통해 정신적 대상을 지각(知覺, 즉 受, 즉 느낌)하는 것도 함께 의미한다.
또한 이것은, 불교에 따르면, 수온 즉 느낌 또는 지각(知覺)은 육체(색)의 여러 작용에 속한 것이 아니라 마음(6식 또는 8식, 즉 심왕, 즉 심법)의 여러 작용들, 즉 마음작용(심소법) 중의 하나라는 것을 의미한다. 이에 합당하게, 부파불교의 설일체유부와 대승불교의 유식유가행파와 법상종은 자신들의 법체계에서 수온(受蘊) 즉 수(受)를 색법이 아닌 심소법(마음작용)에 소속시키고 있다. 보다 구체적으로는, 부파불교의 설일체유부는 마음(즉 심왕, 즉 심법)이 6식으로 이루어져 있다고 보는데 자신의 5위 75법의 법체계에서 수온을 6식의 여러 마음작용(심소법) 가운데 대지법(大地法: 10가지)에 속한 것으로 분류하고 있다. 그리고 대승불교의 유식유가행파와 법상종에서는 마음(즉 심왕, 즉 심법)이 8식으로 이루어져 있다고 보는데 자신들의 5위 100법의 법체계에서 수온을 8식의 여러 마음작용(심소법) 가운데 변행심소(遍行心所: 5가지)에 속한 것으로 분류하고 있다.
대지법과 변행심소는 모두 공통적으로 마음(6식 또는 8식, 즉 심왕, 즉 심법)이 일어날 때면 언제나 함께 일어나는 마음작용(심소법)들을 통칭한다. 이것은, 달리 말하면, 부파불교의 대다수 부파와 대승불교는 모두 수(受), 즉 지각작용(知覺作用) 또는 감수작용(感受作用)을 마음(6식 또는 8식, 즉 심왕, 즉 심법)으로부터 떼려야 뗄 수 없는 마음의 기본적이며 생래적인 작용들 중의 하나인 것으로 본다는 것을 뜻한다. 물론, 부파불교와 대승불교의 이러한 견해는, 《아함경》 등의 불교 경전에 따르면, 고타마 붓다의 가르침으로부터 유래한 것이다.
수(受)의 마음작용, 즉 지각작용(知覺作用)이 어떻게 일어나는 것인지에 대해 《잡아함경》 제13권에 수록된 제306경 〈인경(人經)〉에서 고타마 붓다는 다음과 같이 말하고 있다.

眼、色緣生眼識，
三事和合觸，觸俱生受、想、思，此四無色陰、眼、色，
此等法名為人，於斯等法作人想、眾生、那羅、
摩㝹闍、摩那婆、士夫、福伽羅、耆婆、禪頭。

안근[眼]과 색경[色]을 연(緣)하여 안식(眼識)이 생긴다. 이 3가지의 화합이 촉(觸)이다. 촉(觸)과 함께 수(受, 지각)와 상(想, 표상, 개념, 생각)과 사(思, 욕구, 의지, 즉 행)가 동시에 일어난다. [수 · 상 · 사 · 식의] 이 4가지 무색음(無色陰, 즉 무색온, 즉 색(물질)의 영역이 아닌 마음의 영역에 속하는 온)과 안근[眼]과 색경[色][으로 이루어진 색온]과 같은, 이같은 [즉 5온의, 즉 6근과 6경과 6식의] 법을 [총칭하여] 사람[人]이라고 명명하며, 이러한 법에 대해 사람이라는 상(想, 표상, 개념, 생각)을 지어 중생(衆生) · 나라(那羅) · 마누사(摩㝹闍) · 마나바(摩那婆) · 사부(士夫) · 복가라(福伽羅) · 기바(耆婆) · 선두(禪頭)라고 부른다.
— 《잡아함경》 제13권 제306경 〈인경(人經)〉. 한문본 과 한글본

위의 내용을 인식[識, 앎]의 발생이라는 관점에서 다시 말하면, 6근(根) 중 최소한 어느 하나와 6경(境) 중 최소한 어느 하나와 6식(識, 마음) 또는 8식(識, 마음) 중 최소한 어느 하나가 화합[觸]할 때 비로소 인식[識, 앎]이 발생하는 데, 그 순간에 지각[受]과 표상[想]과 의지(욕구)[思, 行]가 동시에 함께 발생한다는 것이다. 즉, 어떤 대상에 대한 인식[識, 앎, 지식]이 있다는 것은 반드시 대상[境]이 있고 대상을 비추는 인식기관[根]이 있고 마음[識, 즉 6식 또는 8식, 심왕, 심법]이 있고 이들 3가지의 화합[觸]이 있고 그 대상에 대한 지각[受]과 표상[想]과 의지작용(욕구작용)[思, 行]이 함께 존재한다는 것이 5온설에 따른 불교의 인식론, 즉 지식론이다. 그리고, 5온은 유루에도 통하고 무루에도 통한다고 말하는데, 따라서 이들 대상[경]과 인식기관[근]과 마음[식]과 화합작용[촉]과 지각작용[수]과 표상작용[상]과 의지작용(욕구)[행]은 그 자체로는 선(善)도 불선(不善)도 아닌 무기(無記)의 성질을 가진다는 것이다. 그리고 불교에서는 행위 외에 별도로 행위자를 세우지 않기에, 인식(앎, 지식)외에 별도의 인식자로서의 마음(식, 6식 또는 8식)을 세우지 않는다. 즉, "인식(앎, 지식) = 마음(식, 6식 또는 8식)"이라고 본다.

#### 3수
수온(受蘊) 또는 수(受)를 지각작용(知覺作用) 또는 감수작용(感受作用)이라고 할 때의 지각(知覺) 또는 감수(感受)는 불교에서는 단순히 육체적 또는 정신적 대상을 "느끼는 것[感覺, feeling]"만을 의미하지 않는다. 수온(受蘊) 또는 수(受)는 육체적 또는 정신적 대상을 단순히 느끼는 것뿐만 아니라 그 대상에 대해 고(苦: 괴로움) · 낙(樂: 즐거움) · 불고불락(不苦不樂: 괴롭지도 즐겁지도 않음, 捨라고도 한다)을 판별하는 것도 의미한다. 달리 말하면, 전5식의 작용대상인 육체적 · 물질적 대상이건 또는 제6식 또는 후3식의 작용대상인 정신적 대상이건, 마음(6식 또는 8식, 즉 심왕, 즉 심법)은 그 대상을 느낄 때 단순히 느낌만으로 그치지 않으며 반드시 그 대상에 대해 그것이 괴로운 것인지, 즐거운 것인지, 괴롭지도 즐겁지도 않은 것인지의 3가지 부류 중 하나로 판별하는 일을 한다. 또한 수(受)는 모두 대지법 또는 변행심소에 속한 것이므로, 마음(6식 또는 8식, 즉 심왕, 즉 심법)이 일어날 때면 언제나 대상에 대해 고(苦: 괴로움) · 낙(樂: 즐거움) · 불고불락(不苦不樂: 괴롭지도 즐겁지도 않음)을 느끼는 작용 즉 지각하는 작용이 반드시 함께 동반되어 일어난다는 것이 불교의 지각(느낌)에 대한 관점이다.
세친은 《대승오온론(大乘五蘊論)》에서 고(苦) · 낙(樂) · 불고불락(不苦不樂)의 3수(三受)를 대지법 또는 변행심소에 속한 다른 마음작용인 촉(觸: 근·경·식의 3사의 화합)과 욕(欲: 욕구 또는 욕망)과의 상관관계하에서 다음과 같이 정의하고 있다.
樂謂滅時有和合欲。
苦謂生時有乖離欲。
不苦不樂謂無二欲。

즐겁다는 느낌[樂受]이란 [그 지각대상이] 사라질 때 [그것과] 다시 만나고 싶어하는 욕구[和合欲]가 있는 것을 말한다.
괴롭다는 느낌[苦受]이란 [그 지각대상이] 생겨날 때 [그것과] 떨어지고 싶어하는 욕구[乖離欲]가 있는 것을 말한다.
괴롭지도 즐겁지도 않다는 느낌[不苦不樂受]이란 이들 2가지 욕구[欲]가 없는 것을 말한다.
— 세친 조, 현장 한역. 《대승오온론》, p. 8. 한문본

그리고, 이렇게 대상에 대해 고(苦: 괴로움) · 낙(樂: 즐거움) · 불고불락(不苦不樂: 괴롭지도 즐겁지도 않음)을 판별하는 수(受)의 마음작용은 십이연기(十二緣起)의 한 지분(支分)을 이룬다. 즉, 유전연기(流轉緣起)의 면에서는 수(受)의 마음작용은, 수행(도제, 즉 8정도, 37도품, 6바라밀 등)으로 단련되지 못한 마음(6식 또는 8식, 즉 심왕, 즉 심법)의 경우, 마음으로 하여금 지각대상이 주는 낙(樂: 즐거움, 특히 전도된 즐거움)에 [생래적으로] 집착하게 함으로써 마음을 윤회의 사슬에 속박시키는 역할을 하는 주요 요인들 중 하나가 된다. 반대로, 환멸연기(還滅緣起)의 면에서는 수(受)의 마음작용은, 수행(도제, 즉 8정도, 37도품, 6바라밀 등)으로 단련된 마음(6식 또는 8식, 즉 심왕, 즉 심법)의 경우, 마음으로 하여금 지각대상이 고(苦: 괴로움, 고제)인 것을 [생래적으로] 알게 함으로써 마음이 윤회의 사슬로부터 벗어나게 하는 역할을 하는 주요 도구들 중 하나가 된다.

#### 6수신
수(受)는 세분하면 다음의 6수신(六受身), 즉 6수(六受)가 있다.
云何六受身？謂眼觸生受、耳觸生受、鼻觸生受、舌觸生受、身觸生受、意觸生受。

무엇을 6수신(六受身)이라고 하는가? 안촉생수(眼觸生受) · 이촉생수(耳觸生受) · 비촉생수(鼻觸生受) · 설촉생수(舌觸生受) · 신촉생수(身觸生受) · 의촉생수(意觸生受)를 말한다.
— 《잡아함경》 제13권 제304경 〈육륙경(六六經)〉. 한문본 & 한글본

1. 안촉생수(眼觸生受): 안근과 색경과 안식의 화합인 안촉(眼觸)과 동시에 생겨나는 수(느낌), 즉 시각적 지각(느낌), 즉 시각적 고 · 낙 · 불고불락의 지각(느낌) 및 지각작용
2. 이촉생수(耳觸生受): 이근과 성경과 이식의 화합인 이촉(耳觸)과 동시에 생겨나는 수(느낌), 즉 청각적 지각(느낌), 즉 청각적 고 · 낙 · 불고불락의 지각(느낌) 및 지각작용
3. 비촉생수(鼻觸生受): 비근과 향경과 비식의 화합인 비촉(鼻觸)과 동시에 생겨나는 수(느낌), 즉 후각적 지각(느낌), 즉 후각적 고 · 낙 · 불고불락의 지각(느낌) 및 지각작용
4. 설촉생수(舌觸生受): 설근과 미경과 설식의 화합인 설촉(鼻觸)과 동시에 생겨나는 수(느낌), 즉 미각적 지각(느낌), 즉 미각적 고 · 낙 · 불고불락의 지각(느낌) 및 지각작용
5. 신촉생수(身觸生受): 신근과 촉경과 신식의 화합인 신촉(身觸)과 동시에 생겨나는 수(느낌), 즉 촉각적 지각(느낌), 즉 촉각적 고 · 낙 · 불고불락의 지각(느낌) 및 지각작용
6. 의촉생수(意觸生受): 의근과 법경과 의식의 화합인 의촉(意觸)과 동시에 생겨나는 수(느낌), 즉 정신적 지각(느낌), 즉 정신적 고 · 낙 · 불고불락의 지각(느낌) 및 지각작용

《구사론》에서 세친은 이상에서 서술된 바를 아래 인용문과 같이 잘 요약하고 있는데, 그는 수온(受蘊) 또는 수(受)를 대상을 받아들여 고(苦: 괴로움) · 낙(樂: 즐거움) · 불고불락(不苦不樂: 괴롭지도 즐겁지도 않음)으로 판별하는 감수작용(感受作用) 또는 지각작용(知覺作用)으로 정의하고 있으며, 수(受)는 세부적으로 6수신(六受身), 즉 6수(六受)으로 나뉜다고 말하고 있다.
論曰。受蘊謂三。領納隨觸。即樂及苦不苦不樂。此復分別成六受身。謂眼觸所生受乃至意觸所生受。

논하여 말하겠다. 수온(受蘊)은 말하자면 세 가지로서, 촉(觸)에 따라 영납(領納: 알아차리고 받아들임)하는 것이니, 고(苦) · 낙(樂) · 불고불락(不苦不樂)이 바로 그것이다. 그리고 이를 다시 분별하면 6수신(六受身)을 성취하게 되니, 말하자면 안촉(眼觸)에 의해 생겨난 '수(受)' 내지는 의촉(意觸)에 의해 생겨난 '수(受)'가 그것이다.
— 《아비달마구사론》 제1권. 〈분별계품(分別界品)〉 한문본 & 한글본

#### 수취온
유루(有漏) 즉 번뇌에 통한 수온(受蘊)을 특히 수취온(受取蘊)이라 하며, 불교에서는 수취온을 윤회의 가장 큰 원인들 중의 하나로 꼽는다. 수취온은 고(苦: 괴로움, 고제)인 것을 고가 아니라 낙이나 불고불락이라 느끼고, 낙(樂: 즐거움)인 것을 낙이 아니라 고나 불고불락이라 느끼고, 불고불락(不苦不樂: 괴롭지도 즐겁지도 않음)인 것을 불고불락이 아니라 고나 낙이라 느끼는 전도(顚倒)된 지각작용(느낌), 즉 무명(無明)에 의해 흐려진 지각작용(느낌)이다. 그리고, 부파불교의 전승에 따르면, 수취온은 윤회의 가장 큰 요인들 중의 하나가 되기 때문에 고타마 붓다는 여러 마음작용들 중 수(受)를 5온 중의 하나로 포함시켜 특히 부각시킨 것이라고 한다.

### 상온

#### 상온의 정의
상온(想蘊,
산스크리트어: saṃjñā-skandhāh,
팔리어: saññā-khandha,
영어: aggregates of conception,
aggregates of discrimination,
aggregates of apperception, aggregates of perception, aggregates of cognition)은
표상(表象)의 적집, 집합 또는 무더기라는 뜻으로, 마음(6식 또는 8식, 즉 심왕, 즉 심법)의 여러 작용 중 표상작용(表象作用)과 그 세력을 뜻한다. 표상(表象)의 대상이라는 면에서 볼 때, 상온은 전5식을 통해 육체적 · 물질적 대상을 표상(表象, 즉 想, 즉 개념화)하는 것만을 의미하지 않으며 제6식(부파불교의 경우) 또는 후3식(대승불교의 경우)을 통해 정신적 대상을 표상(表象, 즉 想, 즉 개념화)하는 것도 함께 의미한다.
부파불교의 설일체유부의 교학을 비판적으로 집대성한 《구사론》에서 세친은 상온(想蘊)에 대해 다음과 같이 설명하고 있는데, 상온(想蘊) 또는 상(想)을 사물의 형상이나 상태 또는 정신적(언어적) 개념의 차별상을 수동적으로 파악하기도 하고 능동적으로 짓기도 하는 표상작용(表象作用)으로 정의하고 있다.
想蘊謂能取像為體。即能執取青黃長短男女怨親苦樂等相。此復分別成六想身。應如受說。

상온(想蘊)이란 말하자면 능히 취상(取像: 상을 취함)을 본질로 하는 것으로, 능히 청(青) · 황(黃) · 장(長) · 단(短) · 남(男) · 여(女) · 원(怨) · 친(親) · 고(苦) · 락(樂) 등의 모양을 집취(執取: 잡아서 취함)한다. 이것도 다시 분별하면 6상신(六想身)을 성취하게 되니, 앞의 수온(受蘊)에서 논설한 바와 같다.
— 《아비달마구사론》 제1권. 〈분별계품(分別界品)〉 한문본 & 한글본

부파불교의 설일체유부와 대승불교의 유식유가행파와 법상종에서는, 수온(受蘊)과 마찬가지로, 상온(想蘊) 즉 상(想)도 여러 마음작용(심소법) 가운데 대지법(大地法: 10가지) 또는 변행심소(遍行心所: 5가지)에 속한 것으로 분류하고 있다. 즉, 부파불교와 대승불교는 모두 상(想), 즉 표상작용(表象作用)을 마음(6식 또는 8식, 즉 심왕, 즉 심법)으로부터 떼려야 뗄 수 없는 마음의 기본적이며 생래적인 작용들 중의 하나인 것으로 본 것이다. 그리고 이러한 견해는, 수온(受蘊) 즉 수(受)와 마찬가지로, 고타마 붓다의 가르침으로부터 유래한 것이다.
수온(受蘊)과 마찬가지로, 상온(想蘊) 즉 표상작용(表象作用)도 그 자체로는
선(善)도 불선(不善)도 아닌 무기성(無記性)이다. 하지만 상온(想蘊)이 유루에 통하였느냐 또는 무루에 통하였느냐는 삶에 커다란 영향을 미치므로, 불교에서는 상온(想蘊)을 수온(受蘊)과 더불어 번뇌와 윤회의 가장 큰 2가지 요인으로 꼽는다.

#### 6상신
상(想)은 세분하면 다음의 6상신(六想身), 즉 6상(六想)이 있다.
有六想身。云何為六？謂眼觸生想，耳、鼻、舌、身、意觸生想，是名六想身。

6상신(六想身)이 있다. 이 6가지는 무엇인가? 안촉생상(眼觸生想) · 이촉생상(耳觸生想) · 비촉생상(鼻觸生想) · 설촉생상(舌觸生想) · 신촉생상(身觸生想) · 의촉생상(意觸生想)을 6상신이라 한다.
— 《잡아함경》 제13권 제328경 〈육상신경(六想身經)〉. 한문본 & 한글본

1. 안촉생상(眼觸生想): 안촉과 동시에 생겨나는 상(想, 표상), 즉 시각적 표상(식별) 및 표상작용(식별작용)
2. 이촉생상(耳觸生想): 이촉과 동시에 생겨나는 상(想, 표상), 즉 청각적 표상(식별) 및 표상작용(식별작용)
3. 비촉생상(鼻觸生想): 비촉과 동시에 생겨나는 상(想, 표상), 즉 후각적 표상(식별) 및 표상작용(식별작용)
4. 설촉생상(舌觸生想): 설촉과 동시에 생겨나는 상(想, 표상), 즉 미각적 표상(식별) 및 표상작용(식별작용)
5. 신촉생상(身觸生想): 신촉과 동시에 생겨나는 상(想, 표상), 즉 촉각적 표상(식별) 및 표상작용(식별작용)
6. 의촉생상(意觸生想): 의촉과 동시에 생겨나는 상(想, 표상), 즉 정신적 표상(식별) 및 표상작용(식별작용)

#### 상취온
유루(有漏) 즉 번뇌에 통한 상온(想蘊)을 특히 상취온(想取蘊)이라 하며, 상취온은 사물의 상(相, laksana: 모양, 형상, 상태, 성격, 성질, 본질, 식별, mark, token, sign, characteristic, attribute)을 실제와는 틀리게 파악하는 전도(顚倒)된 표상작용(식별), 즉 무명(無明)에 의해 흐려진 표상작용(식별)이다. 그리고, 부파불교의 전승에 따르면, 상취온은 수취온과 더불어 번뇌와 윤회의 가장 큰 2가지 요인이 되기 때문에 고타마 붓다는 여러 마음작용들 중 상(想)을 5온 중의 하나로 포함시켜 특히 부각시킨 것이라고 한다.
전도(顚倒)된 표상작용(식별), 즉 뒤집어진 표상작용(식별)에는 여러 가지가 있지만, 열반이 있으며 열반을 향해 나아간다는 불교의 근본입장에서 보면 다음의 것들이 가장 근본적인 것들이다.
- 유위법을 무위법으로 표상(식별)하는 것
- 무위법을 유위법으로 표상(식별)하는 것
- 유루법을 무루법으로 표상(식별)하거나 유루법도 무루법도 아닌 것으로 표상(식별)하는 것
- 무루법을 유루법으로 표상(식별)하거나 유루법도 무루법도 아닌 것으로 표상(식별)하는 것
- 유루법도 무루법도 아닌 것을 유루법으로 표상(식별)하거나 무루법으로 표상(식별)하는 것

### 행온

#### 행온의 정의
행온(行蘊,
산스크리트어: samskāra-skandhāh,
팔리어: saṅkhāra-khandha,
영어: aggregates of volition,
aggregates of volitional formations,
aggregates of volitional activities,
aggregates of formations,
aggregates of mental formations,
aggregates of impulses,
aggregates of compositional factors)은 조작(造作: 만들다)하는 힘의 적집, 집합 또는 무더기라는 뜻으로, 5온 중 색온(色蘊, 물질, 육체) · 수온(受蘊, 지각) · 상온(想蘊, 표상) · 식온(識蘊, 마음)을 제외한 모든 것을 통칭한다. 5온은 일체의 유위법을 말하는 것이므로, 곧 행온은 이들 4가지를 제외한 다른 모든 유위법을 뜻한다.
여기서의 "다른 모든 유위법"이라는 표현은 막연하지만, 다음과 같이 설일체유부의 5위 75법의 법체계와 유식유가행파와 법상종의 5위 100법의 법체계를 통해 살펴보면 행온의 범위를 명확히 파악할 수 있다.
설일체유부의 5위 75법의 법체계에서의 행온
설일체유부의 5위 75법의 법체계는 색법(11가지) · 심법(1가지) · 심소법(46가지) · 불상응행법(14가지) · 무위법(3가지)으로 구성되어 있다.
먼저 이 체계에서 무위법 3가지를 제외한 72법은 모두 유위법이다. 따라서, 유위법 총 72가지에서 색온에 해당하는 색법 11가지, 수온에 해당하는 심소법 1가지, 상온에 해당하는 심소법 1가지, 식온에 해당하는 심법 1가지의 합계 14가지를 제외한 58가지의 법이 모두 행온에 해당한다.
달리 말하면, 심소법(46가지)에서 수온(受蘊)과 상온(想蘊) 즉 수(受)와 상(想)을 제외한 44가지 법과 불상응행법의 14가지 법을 합한 58가지 법이 모두 행온에 해당한다.
심소법 즉 마음작용이라는 면에서만 보면 수(受)와 상(想)을 제외한 44가지 법, 즉 44가지 마음작용들이 행온에 해당한다.
유식유가행파와 법상종의 5위 100법의 법체계에서의 행온
유식유가행파와 법상종의 5위 100법의 법체계는 심법(8가지) · 심소법(51가지) · 색법(11가지) · 심불상응행법(24가지) · 무위법(6가지)으로 구성되어 있다.
먼저 이 체계에서 무위법 6가지를 제외한 94법은 모두 유위법이다. 따라서, 유위법 총 94가지에서 색온에 해당하는 색법 11가지, 수온에 해당하는 심소법 1가지, 상온에 해당하는 심소법 1가지, 식온에 해당하는 심법 8가지의 합계 21가지를 제외한 73가지의 법이 모두 행온에 해당한다.
달리 말하면, 심소법(51가지)에서 수온(受蘊)과 상온(想蘊), 즉 수(受)와 상(想)을 제외한 49가지 법과 심불상응행법의 24가지 법을 합한 73가지 법이 모두 행온에 해당한다.
심소법(51가지) 즉 마음작용(51가지)이라는 면에서만 보면 수(受)와 상(想)을 제외한 49가지 법, 즉 49가지 마음작용들이 행온에 해당한다.
이와 같이,
마음작용(심소법)이라는 면에서 보면, 행온은
설일체유부의 5위 75법의 법체계에 따르면 수(受)와
상(想)을 제외한 44가지의 마음작용들의 적집, 집합 또는 무더기를 말하고, 유식유가행파와 법상종의 5위 100법의 법체계에 따르면 수(受)와
상(想)을 제외한 49가지의 마음작용들의 적집, 집합 또는 무더기를 말한다.

#### 사와 6사신
불교에서는 흔히 마음(6식 또는 8식, 즉 심왕, 즉 심법)의 이러한 나머지 여러 마음작용 중 특히 사(思)를 가리켜 행온(行蘊) 또는 행(行)이라고도 한다. 사(思)는 욕구작용(欲求作用) · 의사작용(意思作用) · 의지작용(意志作用)과 그 세력을 말한다.
한편, 욕구(欲求)와 의지(意志)의 대상이라는 면에서 볼 때, 행온은 전5식을 통해 육체적 · 물질적 대상을 욕구하고 의지하는 것만을 의미하지 않으며 제6식(부파불교의 경우) 또는 후3식(대승불교의 경우)을 통해 정신적 대상을 욕구하고 의지하는 것도 함께 의미한다.
사(思)는 세분하면 다음의 6사신(六思身), 즉 6사(六思)가 있다.
有六思身。云何為六。謂眼觸生思。耳．鼻．舌．身．意觸生思。是名六思身。

6사신(六思身)이 있다. 이 6가지는 무엇인가? 안촉생사(眼觸生思) · 이촉생사(耳觸生思) · 비촉생사(鼻觸生思) · 설촉생사(舌觸生思) · 신촉생사(身觸生思) · 의촉생사(意觸生思)를 6사신이라 한다.
— 《잡아함경》 제13권 제329경 〈육사신경(六思身經)〉. 한문본 & 한글본

1. 안촉생사(眼觸生思): 안촉과 동시에 생겨나는 사(思), 즉 시각적 욕구와 의지 및 욕구작용과 의지작용
2. 이촉생사(耳觸生思): 이촉과 동시에 생겨나는 사(思), 즉 청각적 욕구와 의지 및 욕구작용과 의지작용
3. 비촉생사(鼻觸生思): 비촉과 동시에 생겨나는 사(思), 즉 후각적 욕구와 의지 및 욕구작용과 의지작용
4. 설촉생사(舌觸生思): 설촉과 동시에 생겨나는 사(思), 즉 미각적 욕구와 의지 및 욕구작용과 의지작용
5. 신촉생사(身觸生思): 신촉과 동시에 생겨나는 사(思), 즉 촉각적 욕구와 의지 및 욕구작용과 의지작용
6. 의촉생사(意觸生思): 의촉과 동시에 생겨나는 사(思), 즉 정신적 욕구와 의지 및 욕구작용과 의지작용

수(受)와 상(想)을 제외하고도 44가지 또는 49가지의 여러 마음작용들이 있음에도 불구하고 행온(行蘊) 즉 행(行)을 사(思)라고도 부르는 이유는 이들 44가지 또는 49가지의 마음작용들 가운데 사(思)의 마음작용이 행(行, samskāra)의 원래 의미인 '만든다[造作]라는 성격'을 가장 강하게 띠기 때문이다. 다시 말하면, 사(思)의 마음작용은 업(業, 즉 意業)을 짓는 것을 그 본질로 하는데, 이러한 본질적인 작용은 '조작(造作: 만들다)하는 힘의 적집, 집합 또는 무더기'라는 행온의 정의에 가장 잘 부합하기 때문이다.

#### 행취온
고타마 붓다는 《잡아함경》 제3권 제61경 〈분별경(分別經)〉에서 "무엇이 행수음(行受陰)인가? 6사신(六思身)을 말한다(云何行受陰 謂六思身)"라고 말하고 있다. 유루(有漏) 즉 번뇌에 통한 행온(想蘊)을 특히 행취온(行取蘊) 또는 행수음(行受陰)이라 하는데, 《구사론》에 따르면, 고타마 붓다의 이 진술은 무명(無明)에 의해 흐려진 사(思)의 마음작용은 능히 유루(有漏)에 통한 유위(有爲)를 만들어내기 때문에 그것을 행취온(行取蘊)이라 부를 수 있다는 뜻이며, 마찬가지로 사(思: 의지, 의사)의 마음작용은 능히 무루(無漏)에 통한 유위(有爲)도 만들어낼 수 있다는 것, 즉 몸(즉, 5근)과 마음(6식 또는 8식, 즉 심왕, 즉 심법)으로 하여금 도제(道諦)를 능히 실천하게 할 수 있다는 것을 뜻한다. 불교 경전과 논서 등에서, 행(行)이 곧 사(思)라거나 사(思)가 곧 행(行)이라고 할 때는 이런 의미에서 하는 말이다.
云何行受陰？謂六思身。
何等為六？謂眼觸生思，乃至意觸生思，是名行受陰。
復次，彼行受陰無常、苦、變易之法，乃至滅盡、涅槃。

무엇이 행수음(行受陰)인가? [유루에 통한] 6사신(六思身)을 말한다.
이 6가지는 무엇인가? 안촉생사(眼觸生思) 내지 의촉생사(意觸生思)를 말하며, 이들을 행수음이라 이름한다.
다시, 이 행수음은 무상한 법이며, 괴로운 법이며, 변하고 바뀌는 법이다. [행수음을 남김없이 영원히 끊은 것을, 즉 유루에 통한 의지를 남김없이 영원히 끊은 것을]……(내지) …… [번뇌의] 완전한 소멸이라고 하며 열반이라고 한다.
— 《잡아함경》 제3권 제61경 〈분별경(分別經)〉. 한문본 & 한글본

#### 행온의 범위
5온의 체계에서 수온과 상온이 행온과는 별도로 설정되어 있지만 실제로는 수온과 상온은 행온에 포함되는 것이며, 다만 수온과 상온의 역할이 심대하므로 고타마 붓다가 이 2가지를 별도로 설정한 것일 뿐이다. 이런 의미에서는 색온은 육체와 물질을 가리키며, 식온은 마음(6식 또는 8식, 즉 심왕, 즉 심법)을 가리키며, 행온은 불상응행법(또는 심불상응행법)과 심소법을 포괄한 더 넓은 범위의 마음작용 전체를 가리킨다.
또한, 행온은 유루뿐 아니라 무루의 일체의 유위법을 만들어내고 천류(遷流)하게 한다는 뜻에 입각하여, 행온에는 수온과 상온뿐만 아니라 다른 2가지 온인 색온과 식온도 모두 행온에 포함시킬 수 있다는 견해도 있다. 이것은 행온을 제행무상(諸行無常, 산스크리트어: anityāh sarva-samskāra)의 경우처럼 일체의 유위법으로서의 제행(諸行)으로 보는 관점이다. 이 관점에 대해, 중국불교의 구사종에서는 색 · 수 · 상 · 식의 4온이 만들어내고 천류하게 하는 면을 지니고 있지만 행온에 비교할 때 그 작용력 즉 만들어내고 천류하게 하는 힘은 적고 각각 순서대로 질애(색) · 지각(수) · 표상(상) · 인식(식)의 성질이 뚜렷이 강하기 때문에 5온의 각각을 개별로 세워 구분하는 것이 타당하다고 보았다.
요약하자면, 행온에 대해서는 다음의 3가지 관점 또는 견해가 있다.
- 색 · 수 · 상 · 식의 4온을 제외한 나머지 모든 유위법의 총체, 좁은 범위의 마음작용으로, 특히 욕구작용 및 의지작용
- 색 · 식의 2온을 제외한 나머지 모든 유위법의 총체, 즉 넓은 범위의 마음작용
- 5온을 포괄하는 제행(諸行), 즉 일체의 유위법

한편, 십이연기의 2번째 지분인 행(行, 산스크리트어: 영어: samskāra, 팔리어: 영어: saṅkhāra)도 행온의 '행'과 산스크리트어와 팔리어가 동일하다. 행온을 어떻게 해석하는가는 이 2번째 지분을 어떻게 해석하는가와 깊은 관련이 있다.

### 식온

#### 식온의 정의
식온(識蘊,
산스크리트어: vijñāna-skandhāh,
팔리어: viññāṇa-khandha,
영어: aggregates of consciousness,
aggregates of discernment,
aggregates of cognizance,
aggregates of intelligence,
aggregates of knowledge,
aggregates of mind,
aggregates of life force)은 요별(了別: 알다)하는 힘과 그 결과물로서의 요별(了別: 앎, 지식)의 적집, 집합 또는 무더기라는 뜻으로, 마음(6식 또는 8식, 즉 심왕, 즉 심법)을 가리킨다.
《구사론》과 《잡아함경》에서는 식온을 다음과 같이 정의하고 있으며 그리고 세분하고 있다.
各各了別彼彼境界。總取境相故名識蘊。此復差別有六識身。謂眼識身至意識身。

각기 그들의 경계(境界)를 요별(了別)하는 것으로서 경계(境界)의 상(相)을 전체적으로 취[總取]하기 때문에 식온(識蘊)이라 이름한다. 이것도 다시 차별하면 여기에는 6식신(六識身)이 있으니, 이를테면 안식신(眼識身) 내지 의식신(意識身)이 바로 그것이다.
— 《아비달마구사론》, 제1권. 한글본 & 한문본

有六識身。云何為六。謂眼識身．耳識身．鼻識身．舌識身．身識身．意識身。是名六識身。

6식신(六識身)이 있다. 이 6가지는 무엇인가? 안식신(眼識身) · 이식신(耳識身) · 비식신(鼻識身) · 설식신(舌識身) · 신식신(身識身) · 의식신(意識身)을 6식신이라 한다.
— 《잡아함경》 제13권 제325경 〈육식신경(六識身經)〉. 한문본 & 한글본

1. 안식신(眼識身): 여러 안식들과 그 집합, 즉 색경과 안근을 연(緣)하여 생겨난 요별(앎, 지식)들, 인식들, 의식들 또는 마음들과 그 집합
2. 이식신(耳識身): 여러 이식들과 그 집합, 즉 성경과 이근을 연(緣)하여 생겨난 요별(앎, 지식)들, 인식들, 의식들 또는 마음들과 그 집합
3. 비식신(鼻識身): 여러 비식들과 그 집합, 즉 향경과 비근을 연(緣)하여 생겨난 요별(앎, 지식)들, 인식들, 의식들 또는 마음들과 그 집합
4. 설식신(舌識身): 여러 설식들과 그 집합, 즉 미경과 설근을 연(緣)하여 생겨난 요별(앎, 지식)들, 인식들, 의식들 또는 마음들과 그 집합
5. 신식신(身識身): 여러 신식들과 그 집합, 즉 촉경과 신근을 연(緣)하여 생겨난 요별(앎, 지식)들, 인식들, 의식들 또는 마음들과 그 집합
6. 의식신(意識身): 여러 의식들과 그 집합, 즉 법경과 의근을 연(緣)하여 생겨난 요별(앎, 지식)들, 인식들, 의식들 또는 마음들과 그 집합

#### 심의식
부파불교와 대승불교에서는 모두 마음(6식 또는 8식, 즉 심왕, 즉 심법)을 한편으로는 심의식(心意識)이라 부르기도 하는데, 이것은 부파불교와 대승불교는 모두 마음(6식 또는 8식, 즉 심왕, 즉 심법)이 심(心: 집기) · 의(意: 사량) · 식(識: 요별)의 세 측면 또는 상태를 가지고 있다고 본다는 것을 뜻한다.
예를 들어, "야! 이 OST 정말 아름다운데! 어떤 가수가 불렀을까? 음원을 어디에서 구할 수 있을까? 인터넷에서 검색해서 찾아보고 음원구입처에서 다운로드를 받아야겠다"라고 할 때, 그 OST가 아름답다고 아는 것은 요별(了別), 즉 마음(6식 또는 8식, 즉 심왕, 즉 심법)의 요별작용 또는 요별능력이고, 가수가 누군지 그리고 음원을 어디서 구할 수 있을지 생각하는 것은 사량(思量), 즉 마음(6식 또는 8식, 즉 심왕, 즉 심법)의 사량작용 또는 사량능력이고, 검색과 다운로드를 해야겠다고 마음먹는 것(즉, 의지를 가지는 것)과 실제로 몸과 마음을 움직여 인터넷 검색을 행하고 음원을 다운로드 받는 것은 집기(集起), 즉 마음(6식 또는 8식, 즉 심왕, 즉 심법)의 집기작용 또는 집기능력이다.
《구사론》에 나타난 세친의 위의 정의는 식온이라는 이름은 마음(6식 또는 8식, 즉 심왕, 즉 심법)의 이들 세 측면 중 특히 식(識: 요별, 앎, 지식)의 측면을 들어서 이름이 지어진 것임을 말하고 있다. 그리고, 《구사론》을 포함한 부파불교의 교학에서는, 본래 1가지인 단일한 마음(즉 심왕, 즉 심법)을 이들 세 측면 중 식(識: 요별, 앎, 지식)의 측면의 발동근거에 따라 편의상 안식 · 이식 · 비식 · 설식 · 신식 · 의식의 6식(六識)으로 나눈다는 것을 말하고 있다. 반면, 대승불교의 유식유가행파 등에 따르면 이러한 6식에 제7식의 말나식과 제8식의 아뢰야식을 더한 8식(八識)을 마음(즉 심왕, 즉 심법) 또는 식온이라고 본다. 즉, 대승불교에서는 마음(즉 심왕, 즉 심법)을 8가지 또는 8측면으로 나누고 있는 데, 8식의 체(體)가 하나인가 아니면 8식의 각각이 별도의 체를 가지고 있는가에 대해서는 학파별로 의견이 다르다. 전자의 견해를 식체일설(識體一說) 또는 심체일설(心體一說)이라 하는데 안혜 등의 무상유식파(無相唯識派)의 견해이고, 후자의 견해를 식체별설(識體別說) 또는 심체별설(心體別說)이라 하는데 호법 등의 유상유식파(有相唯識派)와 중국 불교의 법상종의 견해이다.

#### 6식·8식
부파불교와 대승불교에서는 모두 마음(6식 또는 8식, 즉 심왕, 즉 심법)이 심(心: 집기) · 의(意: 사량) · 식(識: 요별)의 세 측면 또는 상태를 가지고 있다는 것에 동의한다.
그러나 부파불교에서는 이들 세 측면이 모두 마음(즉 심왕, 즉 심법)의 단순히 다른 측면 또는 상태에 지나지 않는 것으로 보기 때문에 마음은 안식 · 이식 · 비식 · 설식 · 신식 · 의식의 6식으로 나뉜다는 견해를 가지고 있다.
반면, 대승불교에서는 이들 세 측면은 단순히 다른 측면 또는 상태가 아니라 따로 명칭을 붙일 수 있을 만큼 그 성질과 작용이 서로 뚜렷이 구별된다고 보고 있다. 그래서 심(心: 집기)을 제8식인 아뢰야식이라 하고 의(意: 사량)를 제7식인 말나식이라 하고 식(識: 요별)를 제6식인 의식이라 하여 별도로 설정하고 별도의 명칭을 부여하고 있으며, 마음(즉 심왕, 즉 심법)은 안식 · 이식 · 비식 · 설식 · 신식 · 의식 · 말나식 · 아뢰야식의 8식으로 나뉜다는 견해를 가지고 있다. 이와 같이, 심의식 사상에서의 견해 차이는 부파불교와 대승불교를 구분짓는 주요한 사상적 차이점들 중의 하나이다.
마음(6식 또는 8식, 즉 심왕, 즉 심법)에 대한 부파불교와 대승불교의 견해는 뚜렷이 차이가 난다. 대승불교에서는 마음(8식, 즉 심왕, 즉 심법)을 유식유가행파의 경우처럼 유위의 세계를 성립시키는 근원적 · 본질적 존재로 이해하거나 혹은 《대승기신론》에서처럼 진여심이나 일심과 같은 유위와 무위의 일체(一切)의 세계를 가능하게 하는 근원적 · 본질적 존재로 이해한다. 하지만, 부파불교에서는 어떠한 경우에도 마음(6식, 즉 심왕, 즉 심법)을 이러한 근원적 · 본질적 존재로 이해하지 않는다.
예를 들어, "오늘 날씨가 좋다. 이 좋은 날 무엇을 하면 좋을까? 소풍을 가야겠다"라고 할 때, 오늘 날씨가 좋다고 아는 것은 요별(了別) 작용이고, 좋은 날씨에 무엇을 하면 좋을지 생각하는 것은 사량(思量) 작용이고, 소풍을 가야겠다고 마음먹는 것(즉, 의지를 가지는 것)과 실제로 몸과 마음을 움직여 소풍을 떠나는 것은 집기(集起) 작용이다.
이와 같은 심(心: 집기) · 의(意: 사량) · 식(識: 요별)의 세 측면을 해석함에 있어서, 부파불교는 이 세 측면이 동일한 마음(6식, 즉 심왕, 즉 심법)의 다른 측면 또는 기능에 지나지 않는다고 본다. 예를 들어, 식(識: 요별, 지식)의 측면에서 안식(眼識) 내지 의식(意識)의 6식은 법(法), 즉 존재를 요별(了別)하는 것으로서, 어떤 한 대상[境界]의 상(相)을 전체적으로 파악하는 인식으로, 다시 말해 '식(識)'은 대상[境界]에 따라 그것과 유사하게 생겨난 앎, 인식 또는 지식일 뿐인 것으로 규정하고 있다. 그리고 물질은 마음(6식, 즉 심왕, 즉 심법)과는 독립적으로 존재하는 것으로, 즉 마음(6식, 즉 심왕, 즉 심법) 없이도 존재하는 것으로 본다. 그리고 대상[境界]의 형상을 영납(領納) · 취상(取像) · 판단(判斷) · 확인(確認)하는 등의 개별적인 작용은 모두 마음작용, 즉 심소(心所)의 역할인 것으로 본다.
반면, 대승불교에서는 아뢰야식에 해당하는 심(心: 집기, 즉, 종자를 집합하여 일으킴, 즉, 일체종자식)을 근거로 하여 말나식에 해당하는 의(意: 사량)가 전개되고 다시 의(意: 사량)를 근거로 하여 제6식인 의식에 해당하는 식(識: 요별)이 성립된다고 본다. 그리고 물질 또한 아뢰야식의 전변에 의해 성립되는 것으로 본다. 또한 대상[境界]의 형상을 영납(領納) · 취상(取像) · 판단(判斷) · 확인(確認)하는 등의 개별적인 작용도 모두 마음(8식, 즉 심왕, 즉 심법)의 작용에 지나지 않지만, 편의상 마음작용, 즉 심소(心所)라고 하여 별도로 가설(假設: 임시로 설치함)할 수 있다는 견해를 가진다.

## 5온과 법계
법계(法界)에는 여러 가지 뜻이 있지만, 18계(十八界)의 법체계 중 하나의 계를 법계라고도 한다. 이러한 뜻의 법계는 6경(六境) 중 법경(法境)에 해당하며, 12처(十二處)의 법체계에서 법처(法處)에 해당한다.
이러한 뜻의 법계는 마음(즉 심왕, 즉 심법), 즉 6식 또는 8식 중 전5식의 대상은 되지 못하고 오로지 제6 의식(6식을 마음이라고 보는 부파불교의 경우) 또는 후3식(8식을 마음이라고 보는 대승불교의 경우)의 대상만 될 수 있는 그러한 존재(법)들 전체를 말한다.
5온의 경우 수온(受蘊) · 상온(想蘊) · 행온(行蘊)과 색온(色蘊)의 일부인 무표색(無表色) 또는 법처소섭색(法處所攝色)이 법계에 속한다. 이들과 5온에 속하지 않는 무위법을 합하면 (5온은 모두 유위법이다) 18계의 법계, 즉 법경 또는 법처가 된다. 무위법에는 열반이 포함된다.

## 5온과 4성제
5온은 모두 유위법(有爲法: 생멸 · 변화하는 것, 조작(造作)된 것)에 속하며, 무루법(無漏法)과 유루법(有漏法)에 모두 통한다. 무위법(無爲法: 생멸 · 변화하는 것이 아닌 것, 조작(造作)된 것이 아닌 것)은 5온에 속하지 않는다.
5온이 무루법에 통한 경우가 4성제(四聖諦) 중의 도제(道諦)로, 도제, 즉 8정도(八正道)는 유위(有爲)이면서 무루(無漏)이다. 5온이 유루법에 통한 경우 5온은 번뇌(煩惱)를 낳는데, 이러한 상태의 5온을 특히 5취온(五取蘊)이라 한다. 이 때의 취(取)는 번뇌의 다른 이름이다. 5취온은 유위(有爲)이면서 유루(有漏)로, 사성제의 고제(苦諦)와 집제(集諦)에 해당한다. 5취온의 상태, 즉 5온이 유루법에 통한 상태에서는 12연기(유전연기)에 따른 생사윤회의 생멸 · 변화가 계속된다.
4성제의 멸제(滅諦), 즉 열반(涅槃)은 무위법(無爲法)이자 무루법(無漏法)으로, 유위 무루법인 도제, 즉 무루에 통한 5온에 의해 증득되는 과(果: 열매)이다. (생성되는 과보(果報) 또는 업보(業報)가 아니라 증득되는 과(果)이다.)

## 수·상·행의 관계
행온(行蘊)은 실제로는 식온(識蘊)의 모든 작용, 즉 마음(6식 또는 8식, 즉 심왕, 즉 심법)의 모든 작용인 심소법(心所法, 마음작용)을 뜻하며, 따라서 지각작용(知覺作用)인 수온(受蘊)과 표상작용(表象作用)인 상온(想蘊)은 실제로는 행온의 일부이다. 그러나, 고타마 붓다는 수온과 상온을 행온과는 별도로 설정하였는데, 《구사론》에 따르면 다음의 3가지 이유 때문이다.
1. 유루에 통한 수온(受蘊: 지각작용)과 상온(想蘊: 표상작용)은 번뇌의 가장 큰 원인이 되기 때문이다.
2. 유루에 통한 수온(受蘊: 지각작용)과 상온(想蘊: 표상작용)은 생사윤회의 가장 큰 원인이 되기 때문이다.
3. 5온이 색·수·상·행·식의 순서대로 배열된 것에는 4가지 이유가 있는데, 이러한 순서를 충족시키기 위해서이다. (참고: 오온의 순서의 이유)

### 수·상과 번뇌
번뇌는 크게 온갖 유루의 욕망[欲]에 탐착하는 것과 온갖 유루의 견해[見]에 탐착하는 것의 두 가지로 나뉘는데, 유루에 통한 수온(受蘊: 지각작용), 즉 수취온(受取蘊)은 전자의 가장 큰 원인이 되며, 유루에 통한 상온(想蘊: 표상작용), 즉 상취온(想取蘊)은 후자의 가장 큰 원인이 된다.
즉, 수취온(受取蘊: 유루에 통한 지각작용)은 바깥 경계의 대상을 느끼는 힘에 의해 점차 분별없이 즐거운 느낌[樂受]의 것만을 추구하게 되고 이것이 심화되면 온갖 유루의 욕망 또는 전도된 욕망에 탐착하게 되고, 상취온(想取蘊: 유루에 통한 표상작용)은 전도된 생각, 개념 또는 관념의 힘에 따라 온갖 유루의 견해에 탐착하게 된다. 이와 같이 유루에 통한 수온(受蘊: 지각 작용)과 상온(想蘊: 표상작용)은 번뇌의 가장 큰 두 가지 원인이 되기 때문에, 수온과 상온은 행온과는 별도의 두 요소[支分]로 설정되어 있다.
유전연기와 환멸연기의 관련하에서 말하자면, 유전연기는 마치 강물을 따라 아래로 흘러 내려가는 것과 같고 환멸연기는 강물을 거슬러 힘을 내어 위로 올라가는 것과 같다. 3계 중 아직 욕계에 묶여 있는 삶이란 그 자체로는 유전연기의 힘이 작용하는 상태로, 무공용 즉 불환과 즉 제8지의 경지에 도달하지 않은 한 자연 상태로 내버려두면 수온은  더욱더 분별없이 즐거운 느낌[樂受]의 것만을 추구하게 되고 상온은 더욱더 온갖 유루의 견해에 탐착하게 된다. 달리 말해, 출세간을 향한 노력 즉 수행이 없으면 수온과 상온은 번뇌와 더욱더 상응하고, 혹(惑) · 업(業) · 고(苦)의 3도가 심화된다.

### 수·상과 윤회
12연기설에 따르면 생사윤회의 출발점은 무명(無明: 인과의 도리에 미혹하는 것, 즉, 사성제를 자각적으로 실천적으로 알지 못하는 것)인데, 무명을 일으켜 생사를 윤회하게 하는 실제적인 가장 큰 두 가지 원인은 유루에 통한 수온(受蘊: 지각 작용), 즉 수취온(受取蘊)과 유루에 통한 상온(想蘊: 표상 작용), 즉 상취온(想取蘊)이다.
즉, 수취온(受取蘊: 유루에 통한 지각 작용)에 의해 온갖 유루의 욕망에 탐착하고 상취온(想取蘊: 유루에 통한 표상작용)에 의해 온갖 전도된 생각, 개념 또는 관념을 일으켜 그것에 탐착하게 되면, 사성제를 망각하게 되고 생사윤회가 끝나는 지점인 무위 무루법의 열반에 이르는 길인 유위 무루법의 도제(팔정도)로부터 멀어지게 된다. 이와 같이 유루에 통한 수온(受蘊: 지각 작용)과 상온(想蘊: 표상 작용)은 생사윤회의 가장 큰 두 가지 원인이 되기 때문에, 수온과 상온은 행온과는 별도의 두 요소[支分]로 설정되어 있다.

## 5온의 순서의 이유
5온을 색(色) · 수(受) · 상(想) · 행(行) · 식(識)의 순서로 나열하는 것에는 다음의 4가지 이유가 있다.
1. 수추차제(隨麁次第): 거친 것[麁]에서 미세한 것[細]의 순서로 나열되어 있다.
2. 수염차제(隨染次第): 오염[染]의 결과와 원인의 순서로 나열되어 있다. (오염의 정도가 심한 것에서 덜한 것으로 나열된 것이 아님)
3. 수기차제(隨器次第): 요리의 5가지 요소인 그릇[器] 등의 비유에 따른 순서로 나열되어 있다.
4. 수계별차제(隨界別次第): 욕계 · 색계 · 무색계의 3계(界)가 나열된 순서에 따라 나열되어 있다.

### 수추차제
5온은 수추차제(隨麁次第), 즉 거친 것[麁]에서 미세한 것[細]의 순서로 나열되어 있는데, 각각의 온의 거친 정도와 미세한 정도의 차별은 다음과 같다. 마음(6식 또는 8식, 즉 심왕, 즉 심법)이 A와 B 중에서 A를 더 쉽게 요별(了別) 또는 분별(分別)할 수 있는 경우, 즉 더 알기 쉬운 경우 A는 B보다 더 거친 것이다.
- 색온과 무색온(수 · 상 · 행 · 식)을 비교해 보면, 색(色)은 유대(有對: 공간적 점유성이 있어 다른 것을 배제하는 성질)이기 때문에 무대(無對)인 무색온 보다 더 알기 쉽다.
- 무색온 중에서 가장 거친 것은 수(受)인데, 예를 들어, '내 손이 아프다' 등의 느낌[受]은 다른 무색온(상 · 행 · 식), 예를 들어 남 · 녀 등의 개념[想]이나 탐(貪) · 진(瞋) 등의 작용[行] 보다 알기 쉬운 것이기 때문이다.
- 상(想)은 행(行)과 식(識)보다 더 거친 것인데, 예를 들어 남 · 녀 등의 개념[想]은 탐 · 진 등의 작용[行]보다 알기 쉽기 때문이다.
- 식(識)이 5온 중 가장 미세한데, 식(識)은 경계(境界)의 상(相)을 전체적으로 취하여 분별 또는 요별하기 때문이다. 즉, 식이 대상에 대한 전체적 · 추상적인 지식[識]이라면 탐 · 진 등의 작용[行]과 남 · 녀 등의 개념[想]과 '내 손이 아프다' 등의 느낌[受]은 더 개별적이고 구체적인 것이고, 더 개별적이고 구체적인 것이 전체적이고 추상적인 것보다 더 알기 쉽다.

### 수염차제
5온은 수염차제(隨染次第), 즉 오염(汚染)의 결과와 원인의 순서로 나열되어 있다. 5온간의 인과관계는 다음과 같다.
- 식온(마음)은 생(生)과 사(死)의 윤회의 과정 중에 끊임없이 여러 색(色, 물질)을 좋아하고 즐기는데[愛樂], 이것은 식온(마음)이 해당 색(色, 물질)이 주는 낙수(樂受)의 맛에 탐착되어 있기 때문이다. 즉, 식온(마음)이 낙수(樂受)의 맛과 깊이 상응하고 있기 때문이다.
- 수(受)에 대해 탐착[耽]하는 것은 식온(마음)이 전도된 생각 또는 개념[倒想]을 가지고 있기 때문이다. 즉, 식온(마음)이 전도된 생각 또는 개념[倒想]과 상응하고 있기 때문이다.
- 전도된 생각 또는 개념[倒想]이 생겨나는 것은 식온(마음)이 번뇌(煩惱), 즉 탐 · 진 · 치 등의 행온(行蘊)을 가지고 있기 때문이다. 즉, 식온(마음)이 번뇌(煩惱), 즉 탐 · 진 · 치 등의 마음작용과 상응하고 있기 때문이다.
- 이와 같이 번뇌, 즉 탐 · 진 · 치 등의 행취온(行取蘊)은 식온(마음)에 근거하여 생겨난다. 그리고 번뇌, 즉 탐 · 진 · 치 등의 행취온과 전도된 생각 또는 개념[倒想]의 상취온과 낙수(樂受)의 맛에 탐착하는 등의 수취온과 색(色, 물질)을 탐착하는 색취온은 모두 식온(마음)을 오염시켜 식취온으로 만드는 작용을 한다.

식취온은 번뇌와 상응하고 있는 마음(6식 또는 8식, 즉 심왕, 즉 심법)으로, 오염된 마음, 불선(不善)의 마음 또는 악(惡)한 마음이라고도 불리는데, 불교에서 선악, 즉 선과 불선은 현재와 미래에 좋은 과보를 낳을 수 있는 것인가 아닌가를 말한다. 즉 오염된 마음, 불선의 마음 또는 악한 마음이란 현재와 미래에 좋은 과보를 낳지 못하는 마음(6식 또는 8식, 즉 심왕, 즉 심법), 즉 열반(깨달음)으로부터 더 멀어진 상태의 마음(6식 또는 8식, 즉 심왕, 즉 심법)을 말한다.

### 수기차제
5온은 수기차제(隨器次第), 즉 요리의 5가지 요소인 그릇[器], 음식(飲食), 조미료[助味], 요리사[厨人], 먹는 자[食者]에 비유되어, 이 순서로 나열되어 있다.
- 그릇[器]은 음식(飲食)이 담기는 근거가 된다. 즉 색(色)은 수(受), 즉 고락(苦樂)을 느끼는 근거가 된다.
- 조미료[助味]는 음식(飲食)의 맛을 분명하게 한다. 즉 상(想)은 고락의 느낌을 분명하게 한다.
- 요리사[厨人]는 능력에 따라 좋거나 나쁜 음식을 낳는다. 즉, 사(思) · 무탐(無貪) · 탐(貪) 등의 업과 번뇌에 따라 좋거나 나쁜 과보, 즉 이숙과(異熟果)를 낳는다. 즉 행(行)이 상(想)과 수(受)를 낳는다.
- 먹는 자[食者]는 이 모든 것을 향수(享受: 받고 누림)한다. 즉 식(識)은 색(色) · 수(受) · 상(想) · 행(行)을 향수한다.

### 수계별차제
5온은 수계별차제(隨界別次第), 즉 욕계 · 색계 · 무색계의 3계가 나열되는 순서에 따라 나열되어 있다. 즉, 기세간(우주)이 나열된 순서에 따라 나열되어 있다.
- 욕계(欲界)에는 온갖 묘욕(妙欲)이 있는데 이런 점에서 욕계에서는 색(色)의 상(相)이 가장 현저하게 요별된다.
- 색계(色界)의 정려(靜慮) 즉 선정(禪定)에 든 경우 뛰어난 기쁨[喜受] 등을 느낄 수 있는데 이와 같이 색계에서는 수(受)의 상(相)이 가장 현저하게 요별된다. 달리 말하면, 색계 초정려에서는 희수(喜受)와 낙수(樂受)가 드러나고, 제2정려에서는 희수(喜受)가, 제3정려에서는 낙수(樂受)가, 그리고 제4정려에서는 사수(捨受)가 드러나기 때문에 색계에서는 수(受)가 가장 현저하다고 말한다.[128]
- 무색계(無色界)의 4처 중 공무변처 · 식무변처 · 무소유처에서는 공(空) 등의 상(相)만이 있기 때문에 상(想)의 상(相)이 가장 현저하게 요별된다.
- 무색계(無色界)의 4처 중 제일유(第一有), 즉 유정처(有頂處) 또는 비상비비상처에서는 사(思)가 가장 수승하여 행(行)의 상(相)이 가장 현저하게 요별된다.
- 색(色) · 수(受) · 상(想) · 사(思)의 4가지는 바로 식주(識住: 식이 머무는 곳)로서 그 가운데 식(識)이 머무는데, 이것은 마치 밭(앞의 4온)과 종자(식온)의 순서와 매우 유사하다. 즉, 식(識)을 가장 마지막에 두는 까닭은 그것이 마치 밭에 뿌려지는 종자처럼 색(色) · 수(受) · 상(想) · 행(行) 모두에 머물기 때문이다.[129]

## 온에 5온만 있는 이유
온(蘊)에 5가지의 종류, 즉 색온 · 수온 · 상온 · 행온 · 식온만이 있는 이유에 대해, 《대승아비달마집론》과 《잡집론》에서는 신구아사(身具我事) · 수용아사(受用我事) · 언설아사(言說我事) · 조작일체법비법아사(造作一切法非法我事) · 피소의지아자체사(彼所依止我自體事)의 5가지의 아사[五種我事]를 나타내기 위해서라고 말하고 있다.

## 같이 보기
- 온
- 법
- 일체법
- 유위법과 무위법
- 유루법과 무루법
- 3계
- 12처
- 18계
- 5위 75법
- 5위 100법

### 내용주
1. ↑  보디(Bodhi)에 따르면, 5온설(五蘊說)은 경험에 대한 '수평적' 관점을 제공하고 12처설(十二處設)은 경험에 대한 '수직적' 관점을 제공한다. 참고: Bodhi 2000b, 1122-23.쪽

"Seen from this angle, the six internal and external sense bases offer an alternative to the five aggregates as a scheme of phenomenological classification. The relationship between the two schemes might be seen as roughly analogous to that between horizontal and vertical cross-sections of an organ, with the analysis by way of the aggregates corresponding to the horizontal slice, the analysis by way of the six sense bases to the vertical slice (see Table 6). Thus, we are told, on an occasion of visual cognition, eye-consciousness arises in dependence on the eye and forms; the meeting of the three is contact; and with contact as condition there arise feeling, perception, and volition. Viewing this experience "vertically" by way of the sense bases, the eye and visible forms are each a separate base, respectively the eye base and the form base; eye-consciousness belongs to the mind base; and eye-contact, feeling, perception, and volition are all assigned to the mental phenomena base. Then, using the scalpel of thought to cut "horizontally" across the occasion of visual cognition, we can ask what is present from the form aggregate? The eye and a visible form (and the body as the physical basis of consciousness). What from the feeling aggregate? A feeling born of eye-contact. What from the perception aggregate? A perception of a visible form. What from the aggregate of volitional formations? A volition regarding a form. And what from the consciousness aggregate? An act of eye-consciousness."
2. ↑  불교에서는 마음(6식 또는 8식, 즉 심왕, 즉 심법)과 마음작용(심소법)을 합하여 마음이라고 칭하기도 하는데, "몸과 마음"이라고 할 때의 마음은 이런 경우이다.
3. ↑  불교에서는 행위 외에 별도로 행위자를 세우지 않으며, 마찬가지로, 성질(성품) 외에 별도로 그 성질(성품)을 소유하는 자를 세우지 않는다. 즉, 성질(성품)과 그 성질(성품)의 작용이 곧 그 성질(성품)을 소유하는 자라고 본다.
4. ↑  '구생(俱生)'을 다른 경전이나 논서들에서는 '구기(俱起)'라고도 표현하고 있다. '觸俱生受、想、思'를 '촉(觸)과 함께 수(受) · 상(想) · 사(思)가 동시에 일어난다'로 해석하는 것에 대해서는 다음을 참조하시오: [73] [74] [75] [76]
5. ↑  엄밀히 말하면, 6근과 6경과 6식의 18계는 5온과 다르다. 5온은 모든 유위법의 총체인 것으로 5온에는 무위법이 포함되지 않는다. 반면, 18계의 6경 중 법경에는 유위법과 무위법이 함께 들어있다. 마찬가지로, 12처의 법체계에서도 법처에는 유위법과 무위법이 함께 들어있다. 5온에 무위법이 포함되지 않는다는 것을 염두에 두고 해석할 경우, '이같은 법을 사람이라고 명명한다'는 구절은 '사람들은 자신의 본질[我]이, 즉 유위 무루의 수행(도제)을 통해 궁극적으로 도달하고 또한 스스로 확인하게 될 상태[我]가 바로 무위의 열반(진여, 법성)임에도 불구하고 일반적으로 이같은 생멸변화하는 유위법의 개별 또는 총체를 사람, 즉 자기 자신[我]이라고 여기고[믿고, 부르고, 고집하고] 있다'라는 의미가 된다.

### 참조주
1. 1 2  운허, "有爲法(유위법)". 2012년 8월 31일에 확인
"有爲法(유위법): ↔ 무위법(無爲法). 인연으로 생겨서 생멸변화(生滅變化)하는 물ㆍ심(物心)의 현상. ⇒오온(五蘊)"
2. ↑  운허, "五蘊(오온)". 2012년 8월 31일에 확인
"五蘊(오온): 【범】 pañca-skandha 【팔】 pañca-khandha 5취온(取蘊)ㆍ5음(陰)ㆍ5중(衆)ㆍ5취(聚)라고도 함. 온(蘊)은 모아 쌓은 것. 곧 화합하여 모인 것. 무릇 생멸하고 변화하는 것을 종류대로 모아서 5종으로 구별. (1) 색온(色蘊). 스스로 변화하고 또 다른 것을 장애하는 물체. (2) 수온(受蘊). 고(苦)ㆍ락(樂)ㆍ불고불락(不苦不樂)을 느끼는 마음의 작용. (3) 상온(想蘊). 외계(外界)의 사물을 마음 속에 받아들이고, 그것을 상상하여 보는 마음의 작용. (4) 행온(行蘊). 인연으로 생겨나서 시간적으로 변천함. (5) 식온(識蘊). 의식(意識)하고 분별함. ⇒삼과(三科)ㆍ유위법(有爲法)"
3. 1 2  星雲, "五蘊". 2012년 9월 25일에 확인
"五蘊: 　梵語 pañca-skandha，巴利語 pañca khandhā。又作五陰、五眾、五聚。三科之一。蘊，音譯作塞健陀，乃積聚、類別之意。即類聚一切有為法之五種類別。(一)色蘊（梵 rūpa-skandha），即一切色法之類聚。(二)受蘊（梵 vedanā-skandha），苦、樂、捨、眼觸等所生之諸受。(三)想蘊（梵 sajjñā-skandha），眼觸等所生之諸想。(四)行蘊（梵 sajskāra-skandha），除色、受、想、識外之一切有為法，亦即意志與心之作用。(五)識蘊（梵 vijñāna-skandha），即眼識等諸識之各類聚。
 　五蘊係總一切有為法之大別，在俱舍等所立七十五法中，總類聚有為之七十二法為五蘊，唯識家則立百法，合有為之九十四法攝為五蘊，皆不包括無為法。
 　五蘊通有漏、無漏及善、不善、無記三性，故諸論中亦以各種名稱說明其種別，如大毘婆沙論卷七十五等，在五蘊之中，特以屬於有漏者名為五取蘊。大乘義章卷八本更就有漏、無漏及三性，總立九種，即：(一)生得善陰，(二)方便善陰，(三)無漏善陰，(四)不善五陰，(五)穢汙五陰，(六)報生五陰， (七)威儀五陰，(八)工巧五陰，(九)變化五陰。其中前三者為善，第四為不善，後五者為無記；又第三屬無漏，其餘均屬有漏。又摩訶止觀卷五上及大乘法苑義林章卷五本等，亦各出其說。
 　小乘多數派別由對五蘊之分析，得出「人無我」之結論，主張「人我」為五蘊之暫時和合，唯有假名，而無實體。大乘學說不僅否認五蘊和合體（人我）之真實性，亦否認五蘊本身之真實性，進而發展「法無我」之理論。〔北本涅槃經卷三十九、般若心經、集異門足論卷十一、俱舍論卷一、卷二十九、瑜伽師地論卷五十四、大乘阿毘達磨雜集論卷一、大毘婆沙論卷七十四、顯揚聖教論卷五、順正理論卷一、卷二〕 p1212"
4. 1 2 3 4 5 6 7  종교·철학 > 세계의 종교 > 불 교 > 불교의 사상 > 근본불교의 사상 > 5온, 《글로벌 세계 대백과사전》
"5온:
五蘊 불교에서는 우리들의 구체적인 현실존재를 해명하기 위하여 갖가지 법 체계가 설명되었으나, 그 대표적인 것이 5온설(五蘊說)이다. 온(蘊)이라는 것은 스칸다(skandha)의 역어로서 적취(積聚), 즉 '집합'을 의미하며 집합으로서 다른 집합과 구별되는 요소라는 의미도 된다. 따라서 5온이라 함은 원래 우리들 개인의 존재가 5개 요소의 집합으로 보지(保持)되고 형성되고 있다는 견해에 의한 것으로서 그것은 '색(色, 肉體)', '수(受, 의식의 感受作用으로서의 감각)', '상(想, 의식 중 槪念·知覺·表象을 구성하는 작용으로서의 表象)', '행(行, 受·想 이외의 능동적인 심리작용으로서의 의지나 행동적 욕구)', '식(識, 대상을 분석판단하고 종합 인식하는 마음의 활동)'이라고 한다. '수(受)' 이하의 4종은 마음에 관한 것으로서 '색(色)'인 육체와 합쳐서 5온은 몸과 마음, 즉 개인 존재를 가리키는 것이다. 반대로 말한다면 개인존재는 이 5온의 어느 것인가로 분해되며, 그밖에 '아(我)'라고 부를 수 있는 것은 아무데도 존재할 수 없다(無我)는 것이다. 후에는 5온을 개인존재에서 확대 해석하여 일체법의 구성요소라고 하게 되었는데 그 경우에는 '색(色)'이 물질계를, '수(受)' 이하 마음에 관한 것이 정신계를 의미하는 것으로 되어 있다."
5. ↑  Trungpa 1976.
6. ↑  Bodhi 2000b, 1125–26쪽
"Although the aggregates and sense bases jointly serve as the domain of craving and wrong views, a difference in emphasis can be discerned in the way the two samyuttas connect these two defilements to their respective domains. The Khandhasarnyutta consistently treats the aggregates as the objective referent of identity view (sakkayaditthi), the views that seek to give substance to the idea of a self. When the puthujjana or "worldling" fashions a view about his or her identity, he or she always does so in relation to the five aggregates. We do not find any parallel text expressing identity view in terms of the sense bases. This difference in emphasis is understandable when we realize that the scheme of the aggregates spans a wider spectrum of categories than the sense bases themselves and therefore offers the worldling more variety to choose from when attempting to give substance to the notion of "my self." This, it must be stressed, indicates a difference in emphasis, not a fundamental doctrinal difference, for the sense bases can be grasped upon with the notions "This is mine, this I am, this is my self" just as tenaciously as the aggregates can. Thus we even find a series of three suttas which state that contemplating the sense bases as impermanent, suffering, and nonself leads respectively to the abandoning of wrong view, identity view, and view of self (35:165-67). However, as a general rule, the sense bases are not taken up for a thematic exposition of identity view in the way the five aggregates are, which is certainly significant. We see too that the entire Ditthisamyutta, on the diversity of views, traces all these views to a misapprehension of the aggregates, not of the sense bases. 
 In relation to the sense bases the interest in views recedes into the background, and a new theme takes centre stage; the need to control and master the senses. It is the sense faculties that give us access to the agreeable and disagreeable phenomena of the world, and it is our spontaneous, impulsive responses to these phenomena that sow the seeds of so much suffering. Within the untrained mind lust, hatred, and delusion, the three roots of evil, are always lying latent, and with delusion obscuring the true nature of things, agreeable objects are bound to provoke lust and greed, disagreeable objects hatred and aversion. These spontaneous reactions flood the mind and bid for our consent. If we are not careful we may rush ahead in pursuit of immediate gratification, oblivious to the fact that the fruit of sensual enjoyment is misery (see 35:94-98)."
7. ↑  Bodhi 2005b.
8. 1 2  세친 조, 현장 한역 & T.1558, 제1권. p. T29n1558_p0002a20 - T29n1558_p0002a28. 취온(取蘊)
"於此所說有為法中。頌曰。 
　　有漏名取蘊　　亦說為有諍 
　　及苦集世間　　見處三有等 
論曰。此何所立。謂立取蘊亦名為蘊。或有唯蘊而非取蘊。謂無漏行。煩惱名取。蘊從取生故名取蘊。如草糠火。或蘊屬取故名取蘊。如帝王臣。或蘊生取故名取蘊。如花果樹。"
9. 1 2 3 4  세친 지음, 현장 한역, 권오민 번역 & K.955, T.1558, 제1권. p. 12 / 1397. 취온(取蘊)
"여기서 설하고 있는 유위법 중에서 [유루란 무엇인가?] 
게송으로 말하겠다. 
　　유루를 취온(取蘊)이라고도 이름하며 
　　역시 또한 유쟁(有諍)이라고도 설하며 
　　아울러 고(苦)·집(集)·세간(世間) 
　　견처(見處)·3유(有) 등이라고도 한다. 
　　有漏名取蘊 亦說爲有諍 
　　及苦集世間 見處三有等 
논하여 말하겠다. 
여기서는 무엇을 말하고자 함인가? 
취온(取蘊)에 대해 말하고자 함이다. 이를테면 역시 '온'이라고 이름하는 것 중의 혹 어떤 것은 오로지 '온'일 뿐으로 취온이 아닌 것이 있으니, 말하자면 무루의 행(行)(즉 무루온)이 바로 그것이다. 즉 번뇌를 일컬어 '취(取, upādāna)'라 한 것으로, [유루의] 온은 취로부터 생겨났기 때문에 '취온'이라고 이름하였으니, 이는 마치 풀[草]이나 겨[糠]에서 생겨난 불을 초강화(草糠火)라고 하는 것과 같다. 혹은 [유루의] 온은 취에 속하기 때문에 '취온'이라고 이름하였으니, 이는 마치 신하가 왕에 속한 것을 '제왕의 신하'라고 하는 것과 같다. 혹은 [유루의] 온은 취를 낳기 때문에 '취온'이라고 이름하였으니, 이는 마치 꽃이나 과실을 낳는 나무를 화과수(花果樹)라고 하는 것과 같다."
10. 1 2 3  운허, "取蘊(취온)". 2012년 9월 14일에 확인
"取蘊(취온): 『구사론』에 의하면 유루(有漏)의 다른 이름. 취는 번뇌. 3계의 고과(苦果)에 집착하여, 후세의 과보를 이끌어 오는 업을 집지장양(執持長養)한다는 뜻. 온은 취(聚)의 뜻. 3세에 걸쳐 안과 밖, 먼 것 가까운 것, 낫고 못한 차별있는 것을 하나로 모을 수 있다는 뜻으로 하는 말. 유루가 취온임을 설명하는데 (1) 유루의 온은 취(번뇌)로부터 생김. (2) 유루 5온의 몸은 번뇌에 딸려 사역(使役)됨. (3) 유루의 온으로부터 취가 생긴다는 세 뜻을 들었다."
11. 1 2 3 4  운허, "五取蘊(오취온)". 2012년 9월 14일에 확인
"五取蘊(오취온): 〓 오온(五蘊). 5온은 유루(有漏)ㆍ무루(無漏)에 통하고, 5취온은 유루뿐임. 취는 번뇌의 다른 이름. 번뇌는 온(蘊)을 낳고, 온은 또 번뇌를 낳으므로 온을 취온이라 함."
12. 1 2 3  세친 지음, 현장 한역, 권오민 번역 & K.955, T.1558, 제1권. p. 42 / 1397. 무위법과 온
"어떠한 까닭에서 무위법이 처(處)와 계(界)에는 존재한다고 설하면서도 온에는 포섭되지 않는다고 설하는 것인가? 
게송으로 말하겠다. 
　　온은 무위를 포섭하지 않으니 
　　그 뜻이 상응하지 않기 때문이다. 
　　蘊不攝無爲 義不相應故 
논하여 말하겠다. 세 가지 무위법이 색 등의 '온' 중에 포함된다고는 설할 수 없으니, 색 등의 뜻과 상응하지 않기 때문이다. 즉 무위법은 그 자체 색이 아니고 내지는 식이 아닌 것이다. 
또한 역시 무위법은 여섯 번째의 온이 된다고도 설할 수 없으니, 그것과 온은 그 뜻이 상응하지 않기 때문이다. 즉 앞에서 이미 모두 설하였듯이 '적취의 뜻이 바로 온의 뜻'이라고 하였는데, 이를테면 무위법은 색 따위처럼 과거 등의 품류의 차별이 있어 그것들을 하나의 무더기[一聚]로 간추려 '무위온(無爲蘊)'이라 이름할 수 있는 것이 아니기 때문이다. 
또한 '취온(取蘊)'이라는 말은 염오의 근거[染依]라는 사실을 나타내는 것으로, 염오와 청정 두 가지의 근거를 '온'이라는 말로 나타내었다.86) 그러나 무위에는 이러한 두 가지 뜻이 전혀 없으며, 그 뜻도 상응하지 않기 때문에 '온'으로 설정하지 않는 것이다. 
그런데 어떤 이는 설하기를, "병이 깨어지면 그것은 더 이상 병이 아니듯이, 이와 마찬가지로 온이 종식되면 그것은 응당 마땅히 온이 아니어야 할 것이다"고 하였다. 그러나 그럴 경우 그는 처(處)와 계(界)의 예(例)로 보건대 응당 과실을 범하게 될 것이다.87) 
86) 유루취온은 염오법의 소의가 되고, 무루온은 청정법의 소의가 된다. 즉 '온'이라는 말은 유루·무루 모두 통하지만, 무위에는 이러한 두 뜻이 없기 때문에 '온'에 포섭되지 않는 것이다. 
87) 5온의 종식(滅)이 무위이기 때문에 '온' 중에 무위가 포함되지 않는 것이라고 한다면 12처·18계의 종식도 역시 무위라고 해야 할 것이며, 그럴 경우 거기에도 역시 무위가 포합되지 않아야 하는 모순이 성립한다. 여기서 어떤 이의 설은 『대비바사론』 권75(대정장26, p. 385중)에 '무위를 온으로 설정하지 않는 열 가지 이유' 중 제2이며, 본문은 논주 세친의 평파이다."
13. 1 2 3  세친 지음, 현장 한역, 권오민 번역, 11-13 / 1397쪽.
14. ↑  운허, "五取蘊(오취온)". 2012년 10월 7일에 확인.
15. ↑  구나발타라(求那跋陀羅) 한역 & K.650, T.99, 74 / 2145 (1)쪽
"'세존이시여, 이 5수음(五受陰)은 무엇이 그것의 근본[根]입니까? [즉,] 무엇이 5수음을 모으[集]고, 무엇이 [모아진] 5수음을 생겨나[生]게 하고, 무엇이 [마음으로 하여금 생겨난] 5수음과 접촉[觸]하게 하는 것입니까?' 고타마 붓다는 그 비구에게 말하였다. '이 5수음(五受陰)은 욕탐[欲, 欲貪]이 그것의 근본[根]이다. [즉,] 욕탐[欲, 欲貪]이 5수음을 모으[集]고, 욕탐[欲, 欲貪]이 [모아진] 5수음을 생겨나[生]게 하고, 욕탐[欲, 欲貪]이 [마음으로 하여금, 생겨난] 5수음과 접촉[觸]하게 한다.'"
16. ↑  구나발타라(求那跋陀羅) 한역 & T.99, T02n0099_p0014b20 - T02n0099_p0014b22쪽"世尊。此五受陰。以何為根。以何集。以何生。以何觸。　佛告比丘。此五受陰。欲為根。欲集．欲生．欲觸。"
17. ↑  권오민 2003, 192–197쪽.
18. ↑  星雲, "欲貪". 2012년 10월 16일에 확인
"欲貪: 　梵語 kāma-rāga，巴利語同。又作欲貪隨眠。指欲界之貪煩惱。「有貪」之對稱。即上二界（色界、無色界）之貪煩惱，稱為有貪；對此而言，欲界五部所斷之貪煩惱，即稱為欲貪。欲貪有淫欲貪、境界貪等別。其中，修不淨觀以對治淫欲貪，修四無量中之捨無量以對治境界貪。又俱舍論卷十九解釋欲貪，謂欲界之貪欲係緣色、聲、香、味、觸等五欲之外境而起者，故稱欲貪。〔品類足論卷三、入阿毘達磨論卷上、大毘婆沙論卷八十三〕（參閱「貪」4792） p4654"
19. ↑  星雲, "五欲". 2012년 10월 16일에 확인
"五欲: 　梵語 pañca kāmāh，巴利語 pañca kāmā。(一)又作五妙欲、妙五欲、五妙色。指染著色、聲、香、味、觸等五境所起之五種情欲。即：(一)色欲（梵 rūpa-kāma），謂男女之形貌端莊及世間寶物玄、黃、朱、紫等種種妙色，能使眾生樂著無厭。(二)聲欲（梵 śabda-kāma），謂絲竹與環珮之聲及男女歌詠等聲，能使眾生樂著無厭。(三)香欲（梵 gandha-kāma），謂男女身體之香及世間一切諸香，能使眾生樂著無厭。(四)味欲（梵 rasa-kāma），謂各種飲食肴緕等美味，能使眾生樂著無厭。(五)觸欲（梵 sprastavya-kāma），謂男女之身有柔軟細滑、寒時體溫、熱時體涼及衣服等種種好觸，能使眾生樂著無厭。又相對於欲界粗弊之五欲，稱色界、無色界之五欲為「淨潔五欲」。〔佛遺教經、大智度論卷十七、卷三十七、摩訶止觀卷四下〕
 　(二)指財欲、色欲、飲食欲、名欲、睡眠欲。即：(一)財欲，財即世間一切之財寶。謂人以財物為養身之資，故貪求戀著而不捨。(二)色欲，色即世間之青、黃、赤、白及男女等色。謂人以色悅情適意，故貪求戀著，不能出離三界。(三)飲食欲，飲食即世間之肴緕眾味。謂人必藉飲食以資身活命，故貪求戀著而無厭。(四)名欲，名即世間之聲名。謂人由聲名而能顯親榮己，故貪求樂著而不知止息。(五)睡眠欲，謂人不知時節，怠惰放縱，樂著睡眠而無厭。〔華嚴經隨疏演義鈔卷二十七、大明三藏法數卷二十四〕 p1149"
20. ↑  구나발타라(求那跋陀羅) 한역 & T.99, T02n0099_p0014b24 - T02n0099_p0014b26쪽"世尊。陰即受。為五陰異受耶。　佛告比丘。非五陰即受。亦非五陰異受。能於彼有欲貪者。是五受陰。"
21. ↑  구나발타라(求那跋陀羅) 한역 & K.650, T.99, 74 / 2145 (2)쪽
"'세존이시여, 음(陰, 蘊)이 곧 수(受, 取)입니까? 5음(五陰)과 수(受, 取)는 다릅니까?' 고타마 붓다는 그 비구에게 말하였다. '5음(五陰)이 곧 수(受, 取)인 것은 아니다. 그러나, 또한, 5음(五陰)이 수(受, 取)와 다른 것도 아니다. 다만 5음(五陰)에 욕탐(欲貪)이 있으면 5음(五陰)은 곧 5수음(五受陰)이다."
22. ↑  星雲, "五取蘊". 2013년 2월 27일에 확인
"五取蘊: 　梵語 pañca upādāna-skandhāh，巴利語 pañc' upādāna-kkhandhā。又作五受陰。即由取（煩惱）而生或能生取之有漏之五蘊。指色取蘊、受取蘊、想取蘊、行取蘊、識取蘊。大毘婆沙論卷七十五釋之，謂若色有漏有取，彼色在過去、未來與現在，或起欲，或起貪、瞋、癡、怖，或復隨起一心所隨煩惱，稱為色取蘊。其餘受、想、行、識等亦如是廣分別。論中並分別蘊與取蘊之差異，謂蘊通有漏、無漏，取蘊則唯通有漏。
 　又就取蘊之名義而論，俱舍論卷一謂一切煩惱總稱為取，蘊從取生，或蘊屬取，或蘊生取，故稱取蘊。然大乘阿毘達磨雜集論卷一則特以諸蘊中所有之欲貪稱為取，以取合故，稱為取蘊。〔雜阿含經卷三、法乘義決定經卷上、瑜伽師地論卷六十五、成唯識論卷一、成唯識論述記卷一末、成唯識論掌中樞要卷上末、俱舍論光記卷一〕 p1103"
23. ↑  佛門網, "取蘊". 2013년 6월 6일에 확인
"取蘊: 
出處: 朱芾煌《法相辭典》字庫 
解釋: 
瑜伽八十八卷十三頁云：又由一向雜染因緣增上力故；建立取蘊。當知取蘊，唯是有漏。 
二解　集論一卷一頁云：何故名取蘊？答：以取合故，名為取蘊。 
 三解　俱舍論一卷五頁云：或有唯蘊而非取蘊。謂無漏行。煩惱名取。蘊從取生，故名取蘊。如草糠火。或蘊屬取，故名取蘊。如帝王臣。或蘊生取，故名取蘊。如花果樹。 
四解　大毗婆沙論七十五卷三頁云：問：何故名取蘊？取蘊是何義？答：此從取生，復能生取；故名取蘊。復次此從取轉，復能轉取；故名取蘊。復次此由取引，復能引取；故名取蘊。復次此由取長養，復能長養取；故名取蘊。復次此由取增廣，復能增廣取；故名取蘊。復次此由取流派，復能流派取；故名取蘊。復次此蘊屬取，故名取蘊。如臣屬王，故名王臣。諸有漏行，都無有我。設有問言：汝屬於誰？應正答言：我屬於取。復次諸取於此，應生時生，應住時住，應執時執；故名取蘊。復次諸取於此，增長廣大；故名取蘊。復次諸取於此，長養攝受；故名取蘊。復次諸取於此，染著難捨，猶如塵垢，染著衣服；故名取蘊。復次諸取於此，深生樂著，如魚鱉等，樂著河池；故名取蘊。復次此是諸取巢穴舍宅，故名取蘊。謂依此故，貪瞋癡慢見疑纏垢，皆得生長。應知此中依同分取，立取蘊名。謂依欲界取，名欲界取蘊。依色界取，名色界取蘊。依無色界取，名無色界取蘊。如依三界同分取，立取蘊名，依九地取，應知亦爾。此於界地無雜亂故。若於相續，容有雜亂。謂依自取他蘊名取蘊；亦依他取自蘊名取蘊。若於相續無雜亂者；一切外物，應非取蘊。以外物中，無諸取故。然諸外物，依有情取，立取蘊名。互生長故。 
出處: 佛教漢梵大辭典, 平川彰 Buddhist Chinese-Sanskrit Dictionary, Akira Hirakawa 
解釋: 
upādāna-skandha, upātteṣu skandheṣu, skandha. 
頁數: P.416 - P.417"
24. ↑  호법 등 지음, 현장 한역 & T.1585, T31n1585_p0001a08 - T31n1585_p0001a12쪽
"今造此論為於二空有迷謬者生正解故。生解為斷二重障故。由我法執二障具生。若證二空彼障隨斷。斷障為得二勝果故。由斷續生煩惱障故證真解脫。由斷礙解所知障故得大菩提。
지금 이 논서를 저술하는 이유는 이공(二空: 두 가지 공)에 대해서 미혹하고 오류가 있는 사람들이 이공(二空)을 바르게 알도록 하기 위해서이다. 이공(二空)을 바르게 아는 것이 필요한 이유는 두 가지 무거운 장애(二重障: 번뇌장과 소지장)를 끊기 위한 때문이다. 아집(我執)과 법집(法執)의 (두 가지) 집착으로 인해 이 두 가지 장애가 함께 일어난다. 이공(二空)을 증득하게 되면 그에 따라 이들 (두 가지) 장애도 끊어진다. (이들 두 가지) 장애를 끊는 것이 필요한 이유는 두 가지 뛰어난 과보(二勝果: 열반과 보리, 또는 해탈과 보리)를 얻기 위한 때문이다. (이것을 더 자세히 말하자면) 윤회하는 삶(生)을 계속되게 만드는 원인인 번뇌장(煩惱障)을 끊음으로써 참다운 해탈(眞解脫: 유식학에서 해탈은 열반과 같은 것이다)을 증득하게 되기 때문이며, 지혜(解: 앎 · 이해 · 지식)를 장애하는 소지장(所知障)을 끊음으로써 대보리(大菩提: 큰 깨달음 · 완전한 깨달음 · 출세간의 무분별지혜 · 무상정등보리 · 아뇩다라삼먁삼보리)를 증득할 수 있기 때문이다."
25. ↑  호법 등 지음, 현장 한역, 김묘주 번역 & K.614, T.1585, 2 / 583쪽
"두 가지 공[二空]은 아공(我空)과 법공(法空)이다. 아공(我空)은 인무아(人無我)라고도 하며, 유정의 심신(心身)에 상일주재(常一主宰)하는 인격적 실체[我]가 존재하지 않는 이치, 또는 그것을 깨쳐서 아집(我執)이 소멸된 경지를 말한다. 법공(法空)은 법무아(法無我)라고도 하며, 외계 사물은 자기의 마음을 떠나서 독립적으로 실재하지 않는 이치, 또는 그것을 깨쳐서 법집(法執)이 소멸된 경지를 말한다."
26. ↑  최혜연 1991, 42–60쪽.
27. ↑  최혜연 1991, 47쪽
"실(實)로 있지 않는 아(我)를 실(實)로 있다고 망집(妄執)하는 것은 무엇 때문일까? 유식학파에서는 그 원인을 제7말나식(第七末那識)에서 찾는다. 말나식(末那識)의 말나(末那)라는 말은 'manas'의 번역어로 반성(反省) · 사고(思考 · 정신작용(精神作用) 등을 의미하니 항상 심세(審細)하게 사량(思量: 생각하고 헤아림)함이 다른 식(識)보다 뛰어나서 말나식이라고 한다. 이 말나식은 무명(無明)에 의해 제8아뢰야식(第八阿賴耶識)을 '나'로 집착한다. 그런데 제8아뢰야식은 선(善) · 악(惡) · 무기업(無記業)의 모든 종자(種子, bija)를 보관하고 있는 일체종식(一切種識)으로 그 보관되는 종자(種子)에 따라 항상 변하기 때문에 상일성(常一性)이 없으며 이렇게 변화(變化)에 의해 조건지워지는 존재이므로 주재성(主宰性)도 갖지 못한다. 말나식은 이렇게 상일성(常一性)과 주재성(主宰性)을 갖지 못하는 아뢰야식(阿賴耶識)을 사량(思量)하여 실아(實我)라고 집착하는 것이다."
28. 1 2  세친 지음, 현장 한역, 권오민 번역 & K.955, T.1558, 제1권. pp. 35-36 / 1397. 온의 뜻
"온갖 온과 아울러 처·계의 포섭관계에 대해 이미 논설하였다. 
이제 마땅히 그 뜻에 대해 논설해 보아야 할 것이다. 이러한 온·처·계의 개별적인 뜻은 어떠한가? 
게송으로 말하겠다. 
　적취와 생장문(生長門)과 종족 
　이것이 바로 온·처·계의 뜻이다. 
　聚生門種族 是蘊處界義 
논하여 말하겠다. 온갖 유위법의 화합·적취(積聚, r i)의 뜻, 이것이 바로 '온(skandha)'의 뜻이니, 계경에서 말하고 있는 바와 같다. 즉 "존재하는 모든 색으로서 혹은 과거의 것이거나, 혹은 현재의 것이거나, 혹은 미래의 것이거나, 혹은 내적인 것이거나, 혹은 외적인 것이거나, 혹은 거친 것이거나, 혹은 미세한 것이거나, 혹은 저열한 것이거나, 혹은 수승한 것이거나, 혹은 멀리 있는 것이거나, 혹은 가까이 있는 것, 이와 같은 일체의 것을 간추려 하나의 무더기[一聚]로 삼은 것을 설하여 '온'이라고 이름한다"고 하였으니, 이 같은 사실에 따라 적취의 뜻은 온의 뜻이 될 수 있는 것이다. 
그리고 이 경의 내용 중에서 무상하여 이미 멸한 색을 일컬어 '과거의 것'이라고 하였고, 아직 이미 생겨나지 않은 색을 일컬어 '미래의 것'이라고 하였으며, 이미 생겨났지만 아직 낙사(落謝)하지 않은 색을 일컬어 '현재의 것'이라고 하였다. 또한 자기의 소의신을 '내적인 것'이라고 이름하였으며, 그 밖의 색을 '외적인 것'이라고 이름하였는데, 혹 어떤 경우 처(處)에 근거하여 분별하기도 한다.69) 또한 유대색(有對色)을 일컬어 '거친 것'이라고 하였으며, 무대색(無對色)를 일컬어 '미세한 것'이라고 하였는데,70) 혹 어떤 경우 상대적(相待的)인 관점에 따라 설정하기도 한다.71) 
69) 5근은 내적인 색, 6경(법경에 해당하는 것은 무표색)은 외적인 색이다. 
70) 유대색이란 질애(對礙, pratigha) 즉 공간적 점유성을 지닌 색을 말하는 것으로, 5근·5경을 가리키며, 무대색이란 그렇지 않은 것으로 무표색을 가리킨다. 
71) 유견유대(有見有對)·유견무대(有見無對)·무견무대(無見無對)의 3색, 혹은 욕계계(繫)·색계계·불계(不繫)의 3색을 상대적으로 볼 때, 전자는 후자에 비해 거친 색이고 후자는 전자에 비해 미세한 색이다."
29. ↑  운허, "蘊(온)". 2012년 9월 14일에 확인.
30. 1 2 3 4 5 6  권오민 2003, 49–56쪽.
31. 1 2  세친 지음, 현장 한역, 권오민 번역 & K.955, T.1558, 제1권. pp. 13-14 / 1397. 색온(色蘊)
"앞에서 말한 바와 같이 '색 등의 5온을 일컬어 유위법이라 한다'. 그렇다면 여기서 색온이란 무엇인가? 
게송으로 말하겠다. 
　　색이란 오로지 5근(根)과 
　　5경(境), 그리고 무표(無表)이다. 
　　色者唯五根 五境及無表 
논하여 말하겠다. 5근이라고 함은 이른바 안(眼)·이(耳)·비(鼻)·설(舌)·신(身)·근(根)이 바로 그것이다. 5경이라고 함은 이른바 색(色)·성(聲)·향(香)·미(味)·촉(觸) 경(境)이 바로 그것이다.(그러나 목경찬에 의하면 색온은 물질이 아닌 감각이다.) 
[본송에서] '그리고 무표'라고 함은 무표색을 말하니, 오로지 바로 이 같은 수량(5근·5경·무표의 열한 가지)에 의거하여 색온이라는 명칭을 설정한 것이다."
32. ↑  세친 지음, 현장 한역, 권오민 번역 & K.955, T.1558, 제1권. p. 28-31 / 1397. 수온(受蘊)·상온(想蘊)·행온(行蘊)·식온(識蘊)
"색온과 아울러 그것을 처·계로 설정하는 것에 대해 이미 논설하였다. 
이제 마땅히 수(受) 등의 세 가지 온과 그것의 처·계에 대해 논설해 보아야 할 것이다. 
게송으로 말하겠다. 
　　수(受)는 촉(觸)에 따른 영납(領納)이고 
　　상(想)은 취상(取像)을 그 본질로 한다. 
　　受領納隨觸 想取像爲體 
　　네 가지 이외의 것을 행온(行蘊)이라 이름하며 
　　이와 같은 수 등의 세 가지와, 
　　아울러 무표와 무위를 
　　법처(法處)·법계(法界)라고 이름한다. 
　　四餘名行蘊 如是受等三 
　　及無表無爲 名法處法界 
논하여 말하겠다. 수온(受蘊)은 말하자면 세 가지로서, 촉(觸)에 따라 영납하는 것이니, 고(苦)·낙(樂)·불고불락(不苦不樂)이 바로 그것이다. 그리고 이를 다시 분별하면 6수신(受身)을 성취하게 되니, 말하자면 안촉에 의해 생겨난 '수' 내지는 의촉에 의해 생겨난 '수'가 그것이다. 
상온(想蘊)이란 말하자면 능히 취상(取像)을 본질로 하는 것으로, 능히 청·황·장·단·남·여·원(怨)·친(親)·고·락 등의 상(相)을 집취(執取)한다. 이것도 다시 분별하면 6상신(想身)을 성취하게 되니, 앞의 수온에서 논설한 바와 같다. 
그리고 앞에서 설한 색·수·상 온과 다음에 설할 식온(識蘊)을 제외한 그 밖의 일체의 행(行)을 일컬어 '행온'이라고 한다. 그런데 박가범(薄伽梵)께서는 계경 중에서 '6사신(思身)을 행온이라고 한다'57)고 설한 것은 그것이 가장 수승(殊勝)한 것이기 때문이다. 
그 까닭은 무엇인가? 
' 행'이란 조작(造作)을 말하는데, '사'는 바로 업의 성질로서 조작의 뜻이 강하기 때문에 가장 수승한 것이라고 하였다. 그렇기 때문에 부처님께서 설하기를, "만약 능히 유루의 유위를 조작하는 것이라면 그것을 일컬어 행취온(行取蘊)이라고 한다"고 하였던 것이다.58) 만약 그렇지 않다고 한다면 그밖의 심소법(心所法)과 아울러 불상응법(不相應法)은 온에 포섭되지 않기 때문에 마땅히 고(苦)·집(集)이 아니어야 할 것이며, 그럴 경우 그것은 마땅히 알아야 할 것[應知]과 마땅히 끊어야 할 것[應斷]이 될 수 없을 것이니,59) 이에 대해서는 세존께서 설하신 바와 같다. 즉 "만약 어떤 하나의 법에 아직 이르지 못하였고 아직 알지 못하였다면 능히 고(苦)의 변제(邊際 : 종극,즉 불생의 열반)를 지을 수 없다고 나는 설한다. 아직 끊지 못하였고 아직 멸하지 못한 법에 대해서도 역시 또한 이와 같이 설하리라."60) 
그렇기 때문에 결정코 4온을 제외한 그 밖의 유위의 행(行)은 모두 행온에 포섭된다고 마땅히 인정해야만 하는 것이다. 
그리고 앞에서 설한 수·상·행 온과 아울러 무표색과 세 종류의 무위, 이와 같은 일곱 가지 법을 '처'의 갈래 중에 설정할 경우에는 법처(法處)로 삼고, '계'의 갈래 중에 설정할 경우에는 법계(法界)로 삼는다. 
수 등의 세 온과 그것의 처·계의 갈래에 대해 이미 논설하였다. 
이제 마땅히 식온(識蘊)과 그것을 어떠한 처·계의 갈래로 설정하는가에 대해 논설해 보아야 하리라. 
게송으로 말하겠다. 
　　식(識)이란 말하자면 각기 요별(了別)하는 것으로 
　　이것은 바로 의처(意處)로 일컬어지고 
　　아울러 7계(界)로 이름되니, 마땅히 알아야 할 것이다. 
　　6식(識)이 (과거로) 전이한 것을 의계(意界)라고 함을. 
　　識謂各了別 此卽名意處 
　　及七界應知 六識轉爲意 
논하여 말하겠다. 각기 그들의 경계를 요별하는 것으로서 경계의 상을 전체적으로 취[總取]하기 때문에 식온(識蘊)이라 이름한다.61) 이것도 다시 차별하면 여기에는 6식신(識身)이 있으니, 이를테면 안식신(眼識身) 내지 의식신(意識身)이 바로 그것이다. 
그리고 마땅히 알아야 할 것이니, 이와 같이 논설한 식온을 '처'의 갈래 중에 설정할 경우에는 의처(意處)가 되고, '계'의 갈래 중에 설정할 경우에는 7계가 되니, 이를테면 안식계 내지 의식계와 이러한 6식이 [과거로] 전이한 의계(意界)가 바로 그것이다. 
이처럼 이상에서 논설한 5온은 바로 12처와 18계가 된다. 이를테면 무표색을 제외한 색온을 일컬어 10처라 하며, 역시 10계라고 이름한다. 수·상·행온과 무표색과 무위를 모두 법처라고 이름하며, 역시 법계라고 이름한다. 그리고 마땅히 알아야 할 것으로, 식온을 바로 의처라고 이름하며, 역시 7계라고 이름하니, 이를테면 6식계와 의계가 바로 그것이다. 
어찌하여 식온은 오로지 6식신으로만 분별되지 않는 것인가? 이와 다른 그 무엇을 설하여 다시 '의계'라고 하는 것인가? 
　　더 이상 [6식신과는] 다른 법은 존재하지 않으니, 이에 대해 게송으로 말하겠다. 
　　바로 6식신(識身)이 
　　무간에 멸함에 따라 의계(意界)가 되는 것이다. 
　　由卽六識身 無間滅爲意 
논하여 말하겠다. 6식신은 바로 무간(無間)에 멸하고 나서 능히 후찰나의 의식[後識]을 낳기 때문에 '의계'라고 이름하였으니,62) 이는 마치 여기(현재)서는 아들이었던 자가 다른 곳(과거)에서는 아버지로 일컬어지는 것과 같으며, 또한 여기서는 열매였던 것이 다른 곳에서는 종자로 일컬어지는 것과 같다. 
57) 『잡아함경』 권제3 제63경(대정장2, p. 15하) 
58) 같은 경. 
59) 일체 유루의 유위법은 고제(苦諦)와 집제(集諦)에 포섭되는 것으로, 이는 '마땅히 알아야 하는 것'이고 '마땅히 끊어야 하는 것'이다.(이에 대해서는 본론 권제26, p.1178 참조.) 따라서 수·상·사를 제외한 그 밖의 심소법과 불상응행이 5취온 중에 포섭되지 않는다고 한다면 고제·집제에도 포섭되지 않을 것이고, 따라서 이것들은 마땅히 알아야 하고 마땅히 끊어야 하는 것이 아니어야 한다는 뜻. 
60) 『잡아함경』 권제8 제223경; 225경(대정장2, p. 55중). 
61) 안식(眼識)은 색을, 내지 의식(意識)은 법을 요별(了別)하는 것으로서, 어떤 한 대상의 상을 전체적으로 취하는 것이다. 다시 말해 '식'은 대상에 따라 그것과 유사하게 생겨난 것일 뿐이다. 따라서 단순히 대상을 전체적으로 파악하는 인식으로 규정될 뿐으로(본론 권제30, p.1380 참조) 대상의 형상을 영납·취상·판단·확인하는 등의 개별적인 작용은 심소(心所)의 역할이다. 
62) 전5식에는 안근 등의 소의가 있지만 제6 의식에는 별도의 소의가 없기 때문에, 그것을 성립시키기 위해 의근(즉 18계에서의 의계)을 설하였다.(후술) 즉 이 때 의근은 바로 안식 내지 의식이 과거로 낙사하여 무간에 멸한 것으로, 다음 찰나에 일어나는 '식'[後識]의 소의가 된다. 따라서 의근은 전5식의 소의도 되고 제6의식의 소의도 되어 6경(境)을 전체적으로 취할 수 있는 것이다."
33. ↑  星雲, "五分法身". 2013년 3월 16일에 확인
"五分法身: 　又作無漏五蘊、無等等五蘊（梵 asamasama-pañca-skandha）。乃大小乘之無學位（最高之悟境），即佛及阿羅漢之自體所具備之五種功德。按小乘佛教之解釋，俱舍論光記卷一末所舉，即：(一)戒身（梵 śīla-skandha），又作戒蘊、戒眾、戒品。即無漏之身語業。(二)定身（梵 samādhi-skandha），又作定蘊、定眾、定品。即無學之空、無願、無相等三三昧。(三)慧身（梵 prajñā-skandha），又作慧蘊、慧眾、慧品。即無學之正見、正知。(四)解脫身（梵 vimukti-skandha），又作解脫蘊、解脫眾、解脫品。即與正見相應之勝解。(五)解脫知見身（梵 vimukti-jñāna-darśana-skandha），又作解脫所見身、解脫知見蘊、解脫知見眾、解脫知見品。即無學之盡智、無生智。其中，解脫身與解脫知見身，合稱為解知見。蓋小乘之無學位所證得之盡智、無生智為解脫知見，此於佛教教團中，本被視為抑制肉體與精神之慾望，以便能夠靜心、磨鍊智慧，而從一切束縛中解脫之法門；並且自己能意識到解脫後之清淨無染，而顯示出進入所謂之悟境。
 　次按大乘佛教之解釋，見於慧遠之大乘義章卷二十本，佛之自體所具備之五種功德，即：(一)戒身，指如來之身、口、意三業遠離一切過非之戒法身。(二)定身，謂如來之真心寂靜，自性不動，遠離一切妄念，稱為定法身。(三)慧身，謂如來之真心體明，自性無闇，觀達法性，稱為慧法身，即指根本智。(四)解脫身，謂如來之自體無累，解脫一切繫縛，稱為解脫法身。(五)解脫知見身，謂證知自體本來無染，已實解脫，稱為解脫知見法身。同書又舉出關於五分法身名義之解說：「分」為因，而上記之五種為成身之因，故稱為「分」；「法」為自體，而上記之五種為無學之自體，故稱為「法」；又「法」是軌則之義，上記之五種為成身之軌，故稱為「法」；「身」者是體，而上記之五種為諸佛之體，故稱為「身」；又以眾德聚積之義，故亦稱為「身」。
 　五分法身之次第歷然，由戒而生定，由定而生慧，由慧而得解脫，由解脫而有解脫知見。戒、定、慧三者就因而受名，解脫、解脫知見二者就果而付名，然此五者均為佛之功德。以此五法而成佛身，則稱為五分法身。此外，俱舍論卷一載，戒蘊為色蘊所攝，其餘四蘊為行蘊所攝。又智顗之請觀音經疏舉出，轉色、受、想、行、識之五陰，則順次可得戒身、定身等之五分法身。
 　又密教之五分法身中，戒指生佛不二、六大無礙之三昧耶戒；定指安住於生佛不二之大決定心；慧指自覺明了六大無礙之理之智慧；解脫指自悟已明六大無礙之理，而隔執之縛忽然解脫之位；解脫知見，指自明已無隔執之縛之知見。〔雜阿含經卷二十四、卷四十七、長阿含經卷九、增一阿含經卷二、卷十八、卷二十九、僧伽羅剎所集經卷下、觀普賢菩薩行法經、菩薩瓔珞本業經卷上、佛地經論卷四〕 p1066"
34. ↑  星雲, "取". 2012년 11월 9일에 확인. 취(取)의 동의어로서의 수(受)
"取:　梵語 upādāna，巴利語同。為煩惱之異名。漢譯經典亦常譯為「受」。係十二緣起之第九「取支」，謂執著於所對之境；亦即由第八支「愛支」現行引生之熾熱活動，特指對淫、食、資具等之執著，及對妄欲貪求之心等作用而言。"
35. ↑  星雲, "五取蘊". 2012년 10월 16일에 확인.
36. ↑  황욱 1999, 28쪽.
37. ↑  운허, "隨信行(수신행)". 2012년 11월 13일에 확인
"隨信行(수신행): ↔ 수법행(隨法行). 다른 지식(知識)의 말을 믿고, 이에 따라 수행하는 이. (1) 구사종에서는 견도위(見道位)에 있는 둔근(鈍根)을 말함. (2) 성실종에서는 5정심(停心)ㆍ별상념처(別相念處)ㆍ총상념처(總相念處)의 3현위(賢位)라 함."
38. ↑  星雲, "隨信行". 2012년 11월 13일에 확인
"隨信行:　梵語 śraddhānusārin。十八有學之一，二十七賢聖之一。為「隨法行」之對稱。指聲聞乘「見道」之鈍根聖者。又作信行。從他人處聽聞佛之教法而生信仰，由信仰而修行，稱為隨信行。反之，非依他人而自隨正法修行，則稱隨法行。據俱舍論卷二十三載，利根者在見道之位，稱為隨法行；鈍根者在見道之位，稱為隨信行。於成實宗，隨信行為三賢之位，隨法行為四善根之位，皆係見道以前之人。〔雜阿含經卷三十三、成實論卷一分別賢聖品、順正理論卷六十五、大乘義章卷十七本、大乘法苑義林章卷五本〕"
39. ↑  운허, "隨法行(수법행)". 2012년 11월 13일에 확인
"隨法行(수법행): ↔ 수신행(隨信行). 스스로 법을 생각하고, 이에 수순(隨順)하여 수행하는 이. (1) 구사종(俱舍宗)에서는 견도위(見道位)에 있는 이근(利根)들을 일컬음. (2) 성실종(成實宗)에서는 난(煖)ㆍ정(頂)ㆍ인(忍)ㆍ세제일(世第一)의 4선근위를 말함."
40. ↑  星雲, "". 2012년 11월 13일에 확인
"隨法行: 　梵語 dharmānusārin。十八有學之一，二十七賢聖之一。為「隨信行」之對稱。又作法行。於俱舍宗，指聲聞乘「見道」之利根聖者，能自以智力依法修行而趨於聖道。即於見道之階段中，利根者能自披閱經典，善作抉擇思惟，於法能作思惟，而如理修行。於成實宗，指見道以前之人，居於煗、頂、忍、世第一法之四善根位。〔雜阿含經卷三十三、中阿含卷三十福田經、俱舍論卷二十三、成實論卷一分別賢聖品〕（參閱「十八有學」、「隨信行」）"
41. ↑  황욱 1999, 28–29쪽.
42. ↑  운허, "三科(삼과)". 2012년 9월 20일에 확인.
43. ↑  오형근 1974, 22-26 (2-6)쪽.
44. ↑  세친 지음, 현장 한역, 권오민 번역, 40-41 / 1397쪽.
45. 1 2  세친 지음, 현장 한역, 권오민 번역, 40 / 1397쪽.
46. 1 2 3 4 5 6 7 8 9  세친 지음, 현장 한역, 권오민 번역, 41 / 1397쪽.
47. 1 2  세친 지음, 현장 한역, 권오민 번역 & K.955, T.1558, 24 / 1397쪽.
48. ↑  미륵보살 조, 현장 한역 & T.1579, T30n1579_p0660c12 - T30n1579_p0660c19쪽.
49. 1 2 3 4  남수영 1998, 207–208쪽.
50. 1 2  세친 지음, 현장 한역, 권오민 번역 & K.955, T.1558, 25 / 1397쪽.
51. ↑  운허, "變礙(변애)". 2012년 10월 7일에 확인.
52. ↑  황욱 1999, 40쪽.
53. ↑  星雲, "質礙". 2012년 10월 7일에 확인.
54. ↑  남수영 1998, 209쪽.
55. ↑  星雲, "四大". 2012년 10월 7일에 확인.
56. 1 2 3 4 5 6  권오민 2003, 61–67쪽.
57. ↑  세친 지음, 현장 한역, 권오민 번역, 18 / 1397쪽.
58. ↑  세친 지음, 현장 한역, 권오민 번역, 13 / 1397쪽.
59. ↑  세친 조, 현장 한역 & T.1614, p0855c07(00) - p0855c09(05).
60. ↑  세친 지음, 현장 한역, 권오민 번역, 14 / 1397쪽.
61. ↑  운허, "五境(오경)". 2012년 9월 21일에 확인.
62. ↑  세친 지음, 현장 한역, 권오민 번역, 20-22 / 1397쪽.
63. ↑  운허, "法處所攝色(법처소섭색)". 2012년 9월 21일에 확인.
64. ↑  권오민 2003, 56–61쪽.
65. ↑  세친 지음, 현장 한역, 권오민 번역, 548-550 / 1397쪽.
66. ↑  운허, "極略色(극략색)". 2012년 9월 21일에 확인.
67. 1 2 3 4 5 6 7 8  권오민 2003, 69–81쪽.
68. ↑  星雲, "受蘊". 2012년 9월 25일에 확인.
69. 1 2  세친 지음, 현장 한역, 권오민 번역 & K.955, T.1558, 161-163 / 1397쪽.
70. 1 2 3  운허, "大地法(대지법)". 2012년 9월 25일에 확인.
71. 1 2  星雲, "大地法". 2012년 9월 25일에 확인.
72. 1 2 3  星雲, "五遍行". 2012년 9월 25일에 확인.
73. ↑  세친 지음, 현장 한역, 권오민 번역 & K.955, T.1558, 1353 / 1397쪽.
74. ↑  세친 지음, 현장 한역, 권오민 번역 & K.956, T.1562, 591-597 / 3087쪽.
75. ↑  호법 등 지음, 현장 한역, 김묘주 번역 & K.614, T.1585, 269-271 / 583쪽.
76. ↑  구나발타라(求那跋陀羅) 한역 & K.650, T.99, 〈273. 수성유경(手聲喩經)〉, pp. 393-395 / 2145.
77. ↑  권오민 2003, 45–49쪽.
78. ↑  권오민 2000, 133–135쪽.
79. ↑  고익진 1989, 143–144쪽.
80. 1 2 3 4  세친 지음, 현장 한역, 권오민 번역 & K.955, T.1558, 28 / 1397쪽.
81. ↑  운허, "三受(삼수)". 2012년 9월 25일에 확인.
82. ↑  종교·철학 > 세계의 종교 > 불 교 > 불교의 사상 > 근본불교의 사상 > 12인연, 《글로벌 세계 대백과사전》
83. ↑  종교·철학 > 세계의 종교 > 불 교 > 불교의 사상 > 근본불교의 사상 > 순관·역관, 《글로벌 세계 대백과사전》
84. ↑  星雲, "想蘊". 2012년 9월 27일에 확인.
85. ↑  구나발타라(求那跋陀羅) 한역 & K.650, T.99, 475 / 2145쪽.
86. ↑  구나발타라(求那跋陀羅) 한역 & T.99, T02n0099_p0087c27쪽.
87. ↑  세친 지음, 현장 한역, 권오민 번역, 12 / 1397쪽.
88. ↑  星雲, "相". 2012년 9월 27일에 확인.
89. ↑  Macdonell 1929, "laksana". 2012년 9월 27일에 확인.
90. 1 2 3 4 5 6  세친 지음, 현장 한역, 권오민 번역 & K.955, T.1558, 29 / 1397쪽.
91. 1 2 3  星雲, "行蘊". 2012년 9월 28일에 확인.
92. ↑  星雲, "思". 2012년 9월 28일에 확인.
93. ↑  星雲, "行蘊". 2012년 9월 27일에 확인.
94. ↑  구나발타라(求那跋陀羅) 한역 & K.650, T.99, 82 / 2145쪽.
95. ↑  구나발타라(求那跋陀羅) 한역 & T.99, T02n0099_p0015c29쪽.
96. ↑  운허, "五取蘊(오취온)". 2012년 9월 28일에 확인.
97. ↑  星雲, "五取蘊". 2012년 9월 28일에 확인.
98. ↑  세친 지음, 현장 한역, 권오민 번역 & K.955, T.1558, 41 / 1397쪽.
99. ↑  星雲, "行". 2012년 9월 28일에 확인.
100. 1 2  星雲, "識蘊". 2012년 10월 4일에 확인.
101. ↑  세친 지음, 현장 한역, 권오민 번역 & K.955, T.1558, 188-189 / 1397쪽.
102. ↑  세친 조, 현장 한역 & T.1558, T29n1558_p0021c18 - T29n1558_p0021c24.
103. ↑  원휘(圓暉) & T.1823, T41n1823_p0843c04 - T41n1823_p0843c12.
104. ↑  운허, "心意識(심의식)". 2012년 10월 4일에 확인.
105. 1 2 3 4 5 6  星雲, "心意識". 2012년 10월 4일에 확인.
106. 1 2 3 4  권오민 2003, 67–69쪽.
107. 1 2  권오민 2003, 67쪽.
108. 1 2  세친 지음, 현장 한역, 권오민 번역, 77-78 / 1397쪽.
109. ↑  운허, "心(심)". 2012년 9월 7일에 확인.
110. ↑  연수(延壽) & T.2016, "제55권. T48n2016_p0736c22 - T48n2016_p0736c2
"識論云。心意識。一法異名。對數名心。能生名意。分別名識。又前起為心。次起為意。後了為識。
111. ↑  星雲, "識". 2013년 1월 19일에 확인
"識:　梵語 vijñāna，巴利語 viññāna。音譯作毘闍那、毘若南。vijñāna 為 vi（分析、分割）與 jñāna（知）之合成語，乃謂分析、分類對象而後認知之作用。雖至後世時，心（梵 citta，巴同）、意（梵 mano，巴同）、識三語彙分別使用，然於初期時皆混合使用。依唯識宗之解釋，吾人能識別、了別外境，乃因識對外境之作用所顯現，故於此狀態之識稱為表識、記識（梵 vijñapti，音譯作毘若底）。
 　於大、小乘佛教皆立有六識說。六識各以眼、耳、鼻、舌、身、意等六根為所依，對色、聲、香、味、觸、法等六境，產生見、聞、嗅、味、觸、知之了別作用，此即眼識、耳識、鼻識、舌識、身識、意識等六種心識。喻如「六窗一猿」，六識之體為一，而起作用之門戶則六，概係六識說最初之意義。六識中，第六之意識稱為第六識，後世更賦予六識、意識、分別事識、四住識、攀緣識、巡舊識、波浪識、人我識、煩惱障識、分段死識等十名，稱為六識十名。
 　除以上六識外，唯識宗另舉末那識與阿賴耶識（即阿梨耶識），成立八識說。其中從眼識至身識之五識（與六識說相同），總稱為前五識。至第六意識，稱為前六識。至第七末那識（即第七識，或單稱七識），稱為前七識（或單稱七識）。前七識以阿賴耶識為所依，而緣各境轉起，故稱為七轉識或轉識。而前六識能清晰識別對象，故稱為了別境識。第七末那識稱思量識，第八阿賴耶識稱異熟識。據護法之唯識說，八識中第六與第七識具有執著虛妄之對象為我或為法之遍計性，故稱「六七能遍計」。而前五識與第八阿賴耶識因無我、法之執著，故稱此為「五八無執」。復次，印度之無相唯識派認為八識之體性皆同，故主張八識體一之說。但有相唯識派及唯識宗則謂其體性各別，而主張八識體別說；且二識乃至八識同時並起，同時轉起（俱轉），稱為八識俱轉。然而，小乘有部宗等不主張二識並起，異於前說。
 　攝論宗（真諦所創）於八識外另立第九阿摩羅識（菴摩羅識），成立九識說。阿摩羅識別名無垢識、真如識、真識，即所謂淨識，依此而言，第八阿梨耶識被解作妄識或真妄和合識。地論宗、天台宗亦有人主張此說。
 　真言宗立十識，即於八識之外別立二種：(一)多一識心，為生滅門之所依，相當於了知差別現象界之後得智。(二)一一識心，為真如門之所依，相當於體悟平等一如真理之根本智。
 　據真諦譯之世親所著攝論釋卷五謂，因阿梨耶識變異所生之識，共有：身識、身者識、受者識、應受識、正受識、世識、數識、處識、言說識、自他差別識與善惡兩道生死識等十一種差別。於此，「顯識論」舉出顯識與分別識二種，其中因阿梨耶識所顯現之顯識復分為：身識、塵識、用識、世識、器識、數識、四種言說識、自他異識與善惡生死識等九識；而分別識為虛妄分別之主體，又可分成有身者識與受者識二種，其看法大致與真諦所說相符。
 　又楞伽經卷一說三識，即：(一)真識，相當於阿摩羅識，或相當於阿梨耶識。(二)現識，相當於顯現萬法之阿賴耶識，或阿陀那識（即末那識）。(三)分別事識，即七轉識，或前六識。然真識之說僅見於楞伽經，而不見於梵本及其他譯本。按智吉祥賢之楞伽經註謂，現識為前五識，分別事識則為第六意識。
 　據大乘起信論所說，由於阿梨耶識中之根本無明在阿梨耶識上起動妄念，以至認識對象而生起執著心，其相狀可分為：(一)業識，起動業作之始相。(二)轉識，因業識作用，所生見照的主觀作用之相。(三)現識，轉識成為客觀之境所現之相。(四)智識，執著現識為實在之相。(五)相續識，對現識執著不斷之相。上記五種識總稱為五意，或五識；相當於三細六粗中之前五者。此外，依無明能起動阿梨耶識，而展開迷界之相狀，如風吹大海成浪，故喻稱為識浪。〔雜阿含經卷三十六、大毘婆沙論卷九、卷二十三、俱舍論卷二、卷九、釋摩訶衍論卷二、大乘義章卷三、成唯識論述記卷五末、俱舍論光記卷四、宗鏡錄卷五十、十住心論卷十〕（參閱「末那識」1941、「阿摩羅識」3671、「阿賴耶識」3676）"
112. ↑  "오형근. 《월간불광》, 〈유식학과 인간성: (3) 심의식(心意識)사상의 개요 보관됨 2014-03-17 - 웨이백 머신〉. 불광출판사. 2013년 1월 19일에 확인.
"이상과 같이 세친론사는 심의식을 매우 합리적으로 해석하여 정신 활동의 내용을 종래의 이론보다 훨씬 깊고 넓게 해석하고 있다. 이러한 심의식 사상은 대승불교에 이어지면서 유식학에서는 소승적인 사상을 대폭 개혁하고 또 그 사상을 대승적으로 크게 증보 하였다.

그리고 심의식을 각각 분리시켜 오늘날의 팔식사상으로 조직화하였던 것이다. 유식학에서 심의식 사상을 가장 중요시 하고 있는 경전과 논전의 예를 들면 해심밀경(解心密經)의 심의식상품(心意識相品)을 비롯하여 유가사지론(瑜伽師地論), 현양성교론(顯揚聖敎論), 아비달마집론(阿비達磨集論) 등 여러 경론 등을 들 수 있다.

이들 경론에 의하면 심(心)과 의(意)와 식(識) 등은 그 활동과 역할하는 작용이 서로 다를 뿐만 아니라 그 체성도 각기 다르다고 하였다.

다시 말하면 소승불교에서 대체로 심의식의 체성을 동일하다고 본 것에 대하여 대승불교의 유가유식학파(瑜伽唯識學派)에서는 다르다고 본 것이다. 그리하여 불교에는 심체(心體)의 동일설과 심체의 구별설을 말하는 심체일설(心體一說)과 심체별설(心體別說)이 전통적으로 내려오고 있었다. "
113. 1 2 3  오형근, "유식학과 인간성 - (3) 심의식(心意識)사상의 개요". 2012년 10월 3일에 확인.
114. ↑  星雲, "八識". 2012년 10월 4일에 확인.
115. ↑  운허, "法境(법경)". 2012년 10월 6일에 확인.
116. ↑  운허, "法處(법처)". 2012년 10월 6일에 확인.
117. 1 2  곽철환 2003, "법계(法界)". 2012년 10월 6일에 확인.
118. 1 2  星雲, "法界". 2012년 10월 6일에 확인.
119. ↑  星雲, "無為". 2012년 10월 6일에 확인.
120. ↑  운허, "無爲(무위)". 2012년 10월 6일에 확인.
121. 1 2  운허, "五取蘊(오취온)". 2012년 8월 30일에 확인.
122. ↑  운허, "果(과)". 2012년 8월 30일에 확인.
123. ↑  세친 지음, 현장 한역, 권오민 번역 & K.955, T.1558, 43-44 / 1397쪽.
124. 1 2 3  세친 지음, 현장 한역, 권오민 번역 & K.955, T.1558, 43 / 1397쪽.
125. ↑  星雲, "三性". 2012년 10월 7일에 확인.
126. ↑  운허, "善(선)". 2012년 10월 7일에 확인.
127. ↑  세친 지음, 현장 한역, 권오민 번역 & K.955, T.1558, 44 / 1397쪽.
128. ↑  세친 지음, 현장 한역, 권오민 번역 & K.955, T.1558, 1281 / 1397쪽.
129. ↑  세친 지음, 현장 한역, 권오민 번역 & K.955, T.1558, 385 / 1397쪽.
130. ↑  무착 조, 현장 한역 & T.1605, 제1권. p. T31n1605_p0663a18 - T31n1605_p0663a20. 아사(我事)
"何因蘊唯有五。為顯五種我事故。謂身具我事。受用我事。言說我事。造作一切法非法我事。彼所依止我自體事。"
131. ↑  무착 지음, 현장 한역, 이한정 번역 & K.572, T.1605, 제1권. p. 2 / 159. 아사(我事)
"어떤 이유에서 온에는 다섯 종류만 있습니까? 
다섯 종류의 아사(我事)를 나타내기 때문이다. 신구아사(身具我事)ㆍ수용아사(受用我事)ㆍ언설아사(言說我事)ㆍ조작일체법비법아사(造作一切法非法我事)ㆍ피소의지아자체사(彼所依止我自體事)를 가리킨다."
132. ↑  안혜 조, 현장 한역 & T.1606, 제2권. p. T31n1606_p0695a23 - T31n1606_p0695b01. 아사(我事)
"問何因蘊唯有五答為顯五種我事故謂為顯身具我事。受用我事。言說我事。造作一切法非法我事。彼所依止我自體事。於此五中前四是我所事。第五即我相事。言身具者。謂內外色蘊所攝。受等諸蘊受用等義。相中當說。彼所依止我自體事者。謂識蘊是身具等所依我相事義。所以者何。世間有情多於識蘊計執為我。於餘蘊計執我所。"
133. ↑  안혜 지음, 현장 한역, 이한정 번역 & K.576, T.1605, 제2권. p. 5 / 388. 아사(我事)
"어떤 이유에서 ‘온’에는 다섯 종류만이 있습니까? 
다섯 가지 아사(我事)를 나타내기 때문이다. 신구아사(身具我事)ㆍ수용아사(受用我事)ㆍ언설아사(言說我事)ㆍ조작일체법비법아사(造作一切法非法我事)ㆍ피소의지아자체사(彼所依止我自體事)를 가리킨다. 
[釋] 이 다섯 가지 가운데에서 앞의 네 가지는 아소사(我所事)에 해당하고 다섯 번째는 아상사(我相事)에 해당한다. 
[釋] ‘신구’라고 지칭하는 것은 내부와 외부의 색온에 수렴되는 것이니, 수온 따위의 여러 온의 수용이 평등하다는 이치이다. ‘아상사’도 마땅히 해설해야 하리니, ‘피소의지아자체사’란 식온이 신구 따위에 소의하는 ‘아상사의 이치’이다. 
어째서입니까? 
세간의 유정은 대부분 식온을 헤아려 ‘나[我]’라고 집착하고, 그 밖의 다른 온을 헤아려 ‘내 것[我所]’이라고 집착하는 까닭이다."

## 참고 자료
- 이 문서에는 다음커뮤니케이션(현 카카오)에서 GFDL 또는 CC-SA 라이선스로 배포한 글로벌 세계대백과사전의 "종교·철학 > 세계의 종교 > 불교 > 불교의 사상 > 근본불교의 사상 > 5온" 항목을 기초로 작성된 글이 포함되어 있습니다.
- 구나발타라(求那跋陀羅) 한역 (K.650, T.99). 《잡아함경(雜阿含經)》. 한글대장경 검색시스템 - 전자불전연구소 / 동국역경원. K.650(18-707), T.99(2-1). |title=에 외부 링크가 있음 (도움말)
- 고익진 (1989). 《한국 고대 불교 사상사》. 동국대학교 출판부.
- 곽철환 (2003). 《시공 불교사전》. 시공사 / 네이버 지식백과. |title=에 외부 링크가 있음 (도움말)
- 권오민 (2000). 〈아비달마불교의 새로운 인식을 위한 시론〉. 《한국불교학》 제27집판.
- 권오민 (2003). 《아비달마불교》. 민족사.
- 남수영 (1998). 〈'유식이십론'의 극미설 비판〉. 《인도철학 제7집》. 인도철학회. 민족사.
- 무착 지음, 현장 한역, 이한정 번역 (K.572, T.1605). 《대승아비달마집론》. 한글대장경 검색시스템 - 전자불전연구소 / 동국역경원. K.572(16-157), T.1605(31-663). |title=에 외부 링크가 있음 (도움말)
- 세친 지음, 현장 한역, 권오민 번역 (K.955, T.1558). 《아비달마구사론》. 한글대장경 검색시스템 - 전자불전연구소 / 동국역경원. K.955(27-453), T.1558(29-1). |title=에 외부 링크가 있음 (도움말)
- 세친 지음, 현장 한역, 권오민 번역 (K.956, T.1562). 《아비달마순정리론》. 한글대장경 검색시스템 - 전자불전연구소 / 동국역경원. K.956(27-680), T.1562(29-329). |title=에 외부 링크가 있음 (도움말)
- 안혜 지음, 현장 한역, 이한정 번역 (K.576, T.1605). 《대승아비달마잡집론》. 한글대장경 검색시스템 - 전자불전연구소 / 동국역경원. K.576(16-228), T.1606(31-694). |title=에 외부 링크가 있음 (도움말)
- 오형근 (1974). 〈유식학의 오위백법에 대한 고찰〉. 《연구논집》 제4집판. 동국대학교.
- 운허.  동국역경원 편집, 편집. 《불교 사전》. |title=에 외부 링크가 있음 (도움말)
- 최혜연 (1991). 《인도불교의 오온관 연구 - 초기유식학설을 중심으로》. 동국대학원 불교학과 석사학위논문.
- 한국사전연구사 (1998). 《종교학대사전》. 네이버 지식백과. ISBN 2007480000481 |isbn= 값 확인 필요: invalid prefix (도움말).
- 호법 등 지음, 현장 한역, 김묘주 번역 (K.614, T.1585). 《성유식론》. 한글대장경 검색시스템 - 전자불전연구소 / 동국역경원. K.614(17-510), T.1585(31-1). |title=에 외부 링크가 있음 (도움말)
- 황욱 (1999). 《무착[Asaṅga]의 유식학설 연구》. 동국대학원 불교학과 박사학위논문.
- (영어) Bodhi, Bhikkhu (trans.) (2000b). 《The Connected Discourses of the Buddha: A Translation of the Samyutta Nikaya》. Boston: Wisdom Publications. ISBN 0-86171-331-1.
- (영어) Bodhi, Bhikkhu (ed.) (2005a). 《In the Buddha's Words: An Anthology of Discourses from the Pāli Canon》. Boston: Wisdom Publications. ISBN 0-86171-491-1.
- (영어) Bodhi, Bhikkhu (April 9, 2005b). "Sn 1.8 Mettā Sutta — Loving-kindness [part 1]" (lecture). Retrieved from "Bodhi Monastery" at  (mp3).
- (영어) Trungpa, Chögyam (1976). 《The Myth of Freedom and the Way of Meditation》. Boulder: Shambhala. ISBN 0-87773-084-9.
- (중국어) 구나발타라(求那跋陀羅) 한역 (T.99). 《잡아함경(雜阿含經)》. 대정신수대장경. T2, No. 99, CBETA. |title=에 외부 링크가 있음 (도움말)
- (중국어) 무착 조, 현장 한역 (T.1605). 《대승아비달마집론(大乘阿毘達磨集論)》. 대정신수대장경. T31, No. 1605, CBETA. |title=에 외부 링크가 있음 (도움말)
- (중국어) 미륵보살 조, 현장 한역 (T.1579). 《유가사지론(瑜伽師地論)》. 대정신수대장경. T30, No. 1579. CBETA. |title=에 외부 링크가 있음 (도움말)
- (중국어) 星雲. 《佛光大辭典(불광대사전)》 3판. |title=에 외부 링크가 있음 (도움말)
- (중국어) 세친 조, 현장 한역 (T.1614). 《대승백법명문론(大乘百法明門論)》. 대정신수대장경. T31, No. 1614, CBETA. |title=에 외부 링크가 있음 (도움말)
- (중국어) 안혜 조, 현장 한역 (T.1606). 《대승아비달마잡집론(大乘阿毘達磨雜集論)》. 대정신수대장경. T31, No. 1606, CBETA. |title=에 외부 링크가 있음 (도움말)
- (중국어) 연수(延壽) (T.2016). 《종경록(宗鏡錄)》. 대정신수대장경. T48, No. 2016, CBETA. |title=에 외부 링크가 있음 (도움말)
- (중국어) 원휘(圓暉) (T.1823). 《구사론송소론본(俱舍論頌疏論本)》. 대정신수대장경. T41, No. 1823, CBETA. |title=에 외부 링크가 있음 (도움말)
- (중국어) 호법 등 지음, 현장 한역 (T.1585). 《성유식론(成唯識論)》. 대정신수대장경. T31, No. 1585, CBETA. |title=에 외부 링크가 있음 (도움말)